# Dekanat Haßberge
Das Dekanat Haßberge ist eines von neun Dekanaten im römisch-katholischen Bistum Würzburg.
Es umfasst den Landkreis Haßberge, sowie einige Gemeinden aus Landkreis Bamberg, welche 1972 diesem angegliedert wurden. Es grenzt im Norden an das Bistum Erfurt und das Dekanat Rhön-Grabfeld, im Osten und Süden an das Erzbistum Bamberg und im Westen an das Dekanat Schweinfurt. Zum 1. Juni 2010 fusionierte Bischof Friedhelm Hofmann die beiden bisherigen Dekanate Ebern und Haßfurt zum neuen Dekanat Haßberge.
45 Pfarrgemeinden und elf Kuratien haben sich bis 2010 zu zwölf Pfarreiengemeinschaften zusammengeschlossen, welche sich auf die Pastoralen Räume Haßberge Ost, Haßberge Süd und Haßberge West verteilen.
Dekan ist Christian Lutz, Moderator des Pastoralen Raums Haßberge West. Sein Stellvertreter Kurt Wolf, Pfarrer im Pastoralen Raum Haßberge Süd. Verwaltungssitz ist Haßfurt.

## Gliederung
Sortiert nach Pfarreiengemeinschaften werden die Pfarreien genannt, alle zu einer Pfarrei gehörigen Exposituren, Benefizien und Filialen werden nach der jeweiligen Pfarrei aufgezählt, danach folgen Kapellen, Klöster und Wallfahrtskirchen. Weiterhin werden auch die Einzelpfarreien am Ende aufgelistet.

### Pfarreiengemeinschaften

#### Pfarreiengemeinschaft  St. Christophorus im Baunach-, Itz- und Lautergrund (Baunach)
- Pfarrei St. Oswald (Baunach) mit Allerheiligste Dreifaltigkeit (Daschendorf), Herz-Jesu (Dorgendorf), St. Anna (Priegendorf), Maria vom Rosenkranz (Reckenneusig), Wallfahrtskapelle St. Magdalena
- Kuratie St. Vitus (Gerach)
- Pfarrei St. Philippus im Schloss Gereuth (Gereuth (Untermerzbach))
- Pfarrei St. Laurentius (Lauter (Oberfranken)) mit Mariä Geburt (Deusdorf)
- Pfarrei St. Sebastian (Mürsbach) mit Mariä Geburt (Gleusdorf), Heilig-Geist (Poppendorf), Mariä Namen (Zaugendorf)
- Pfarrei St. Nikolaus (Reckendorf)

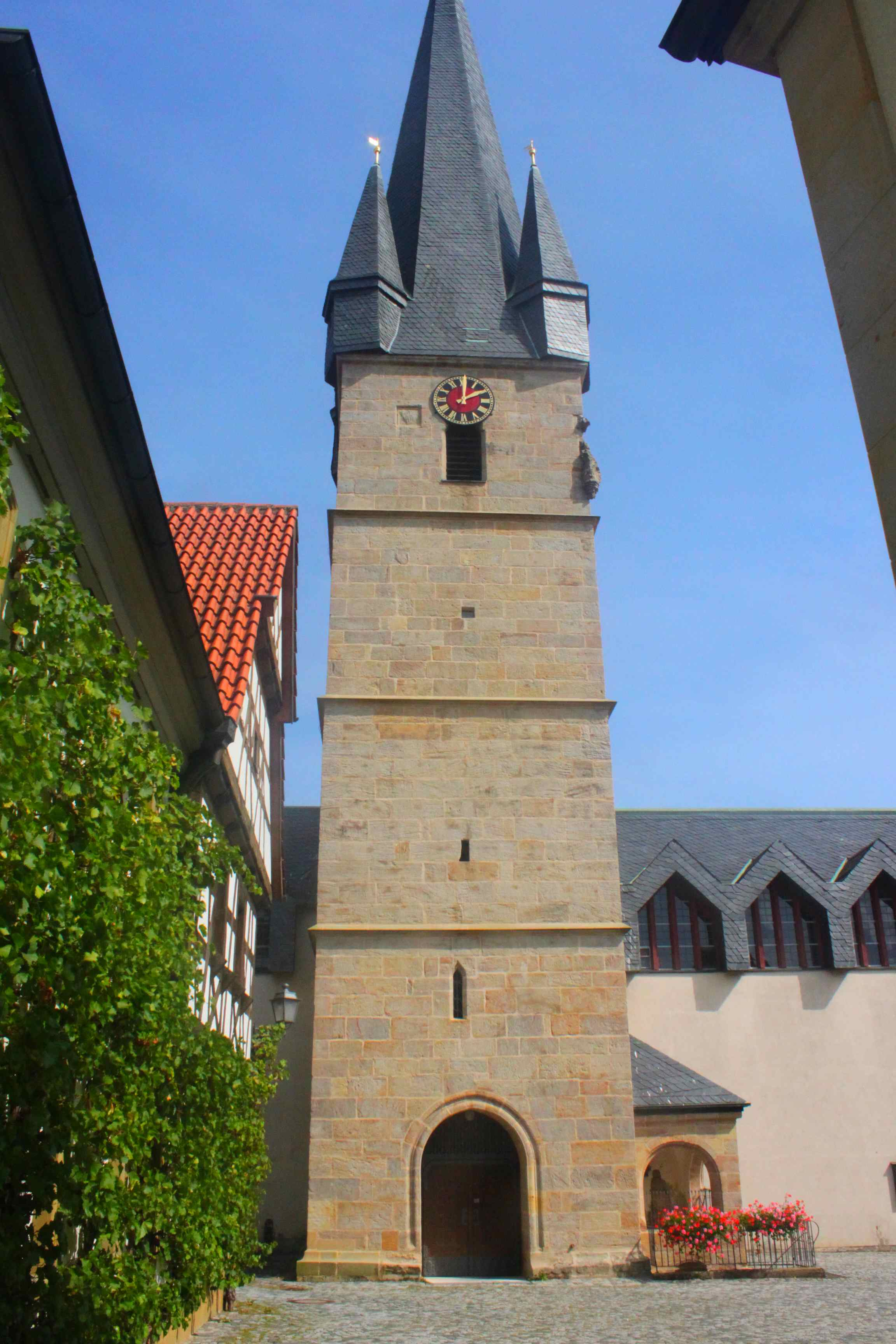
St. Oswald
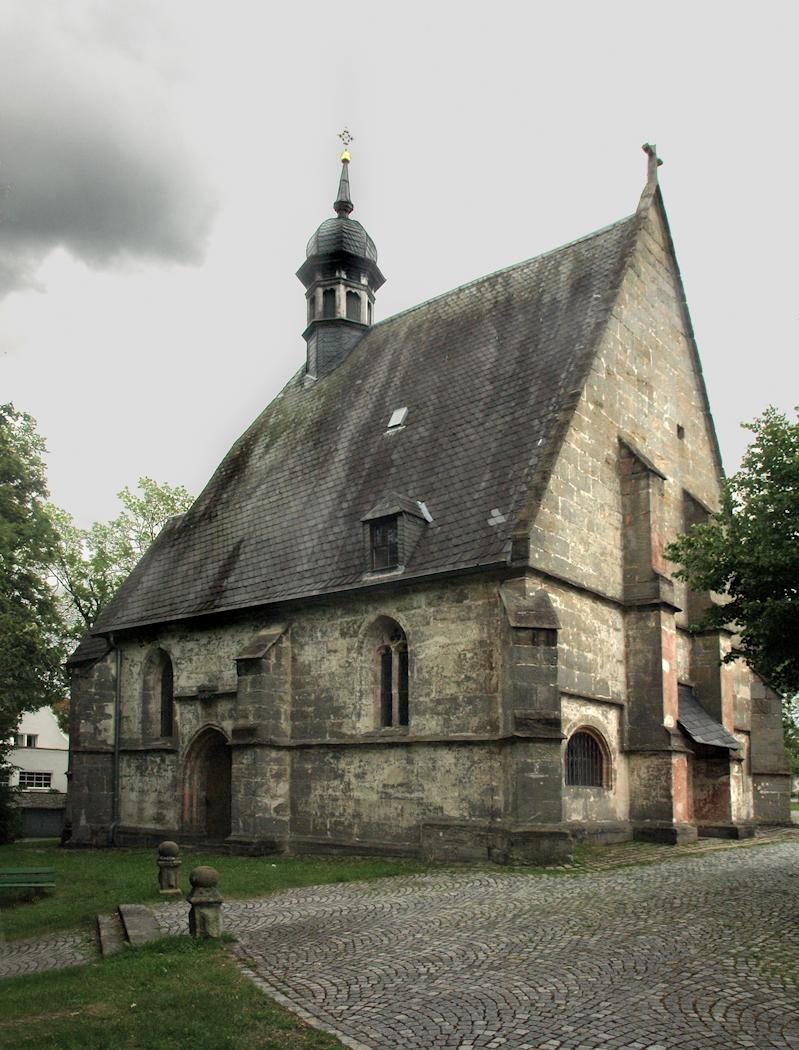
Magdalenenkapelle
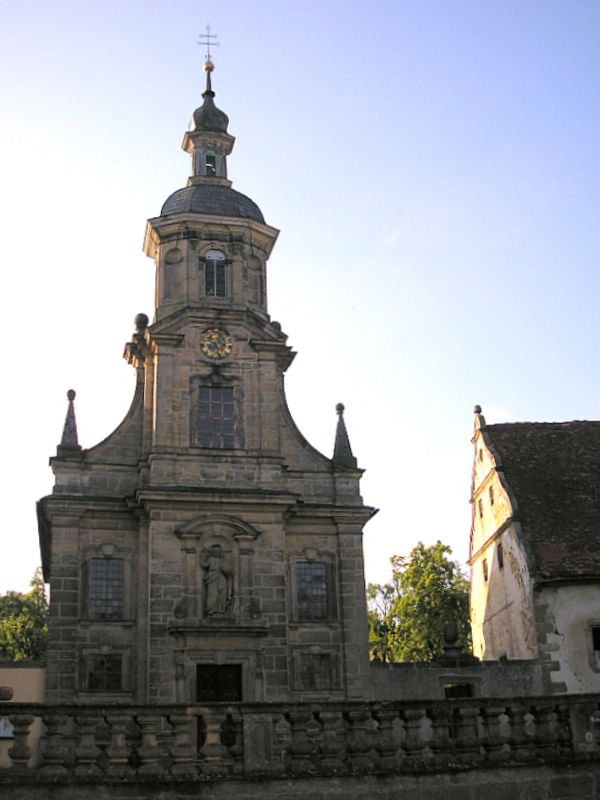
St. Philippus
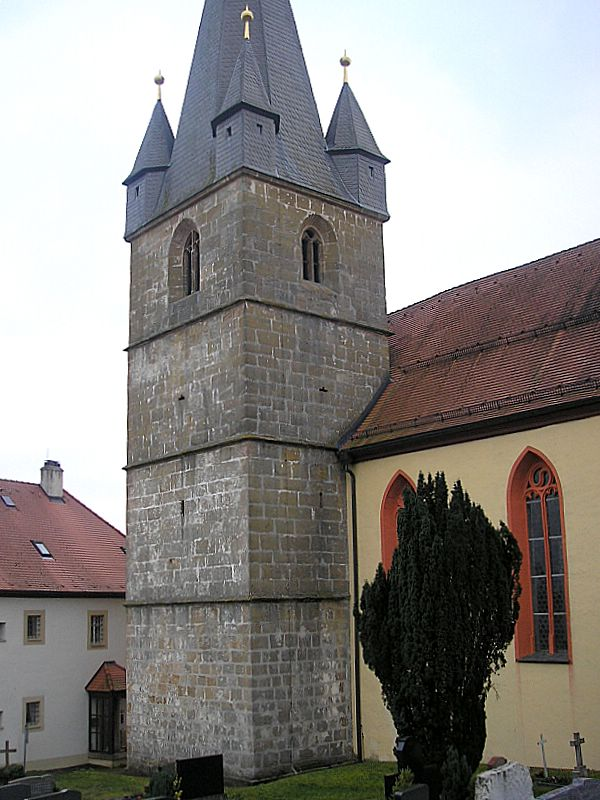
St. Sebastian
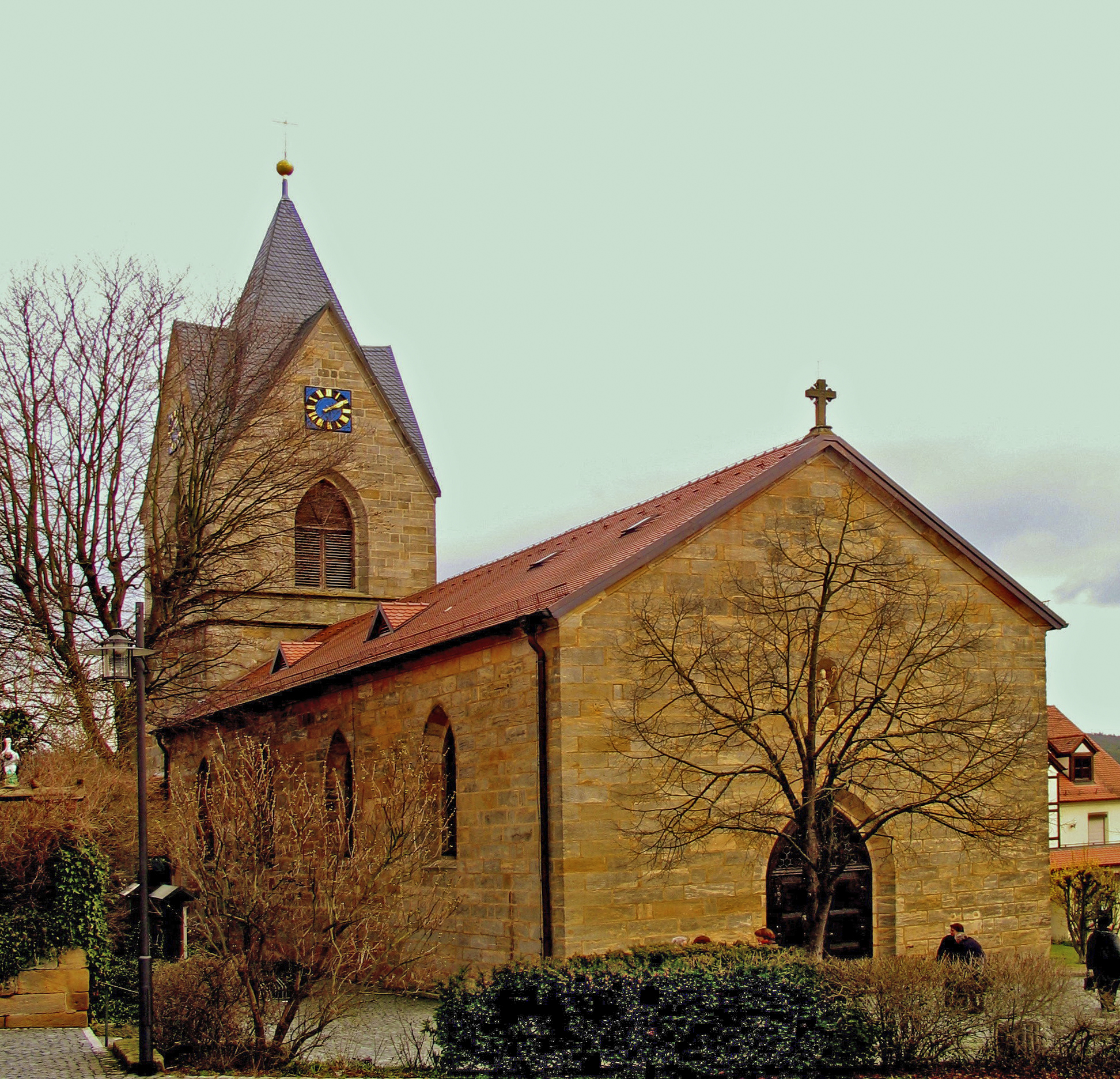
St. Nikolaus

#### Pfarreiengemeinschaft Aidhausen-Riedbach
- Pfarrei St. Peter und Paul (Aidhausen)
- Pfarrei Mariä Himmelfahrt (Friesenhausen)
- Pfarrei St. Oswald (Happertshausen)
- Kuratie St. Maria Magdalena (Humprechtshausen) mit St. Bartholomäus (Kleinsteinach), Heiligkreuz (Kreuzthal)
- Kuratie St. Margaretha (Kleinmünster)
- Pfarrei St. Nikolaus (Mechenried)

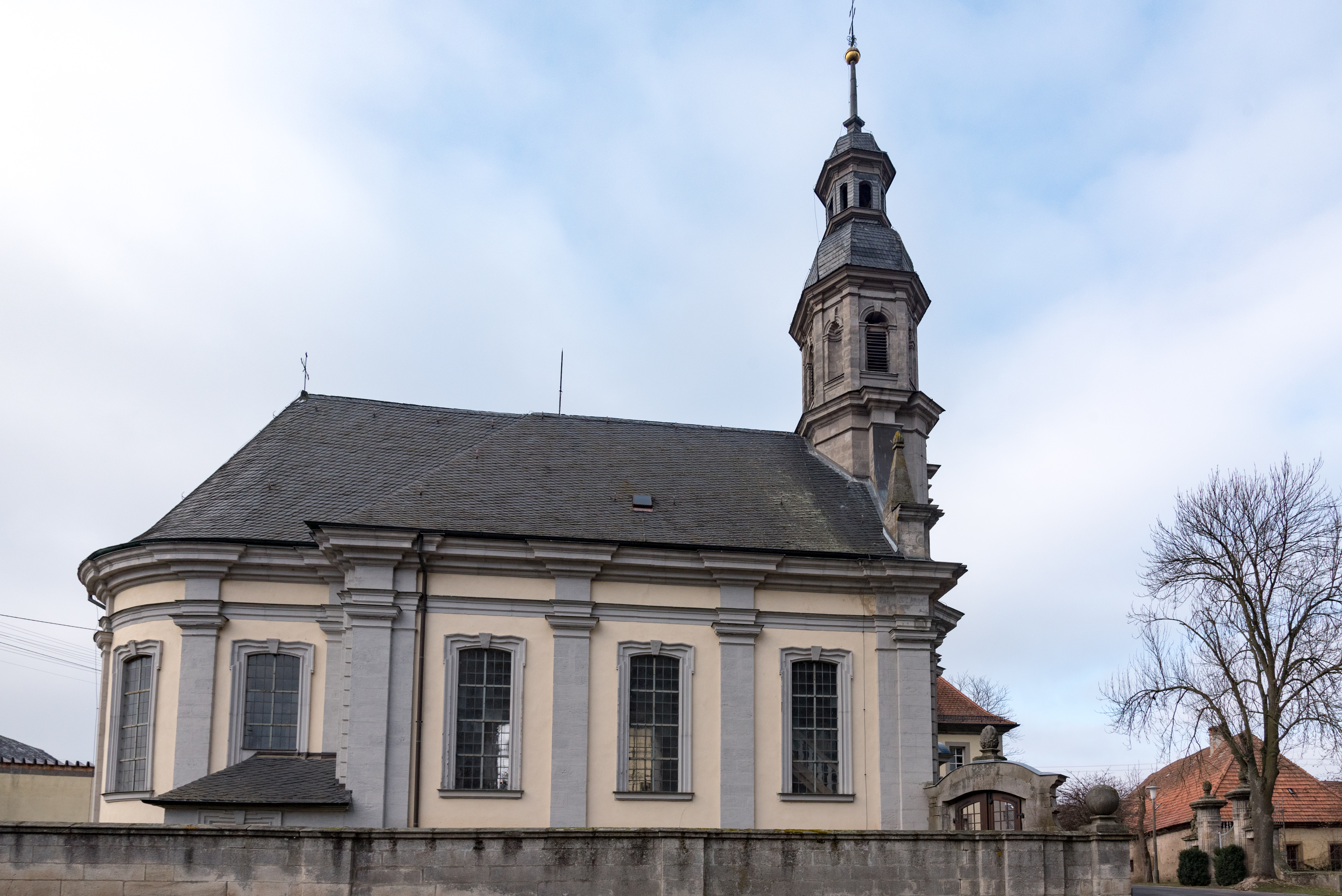
Mariä Himmelfahrt
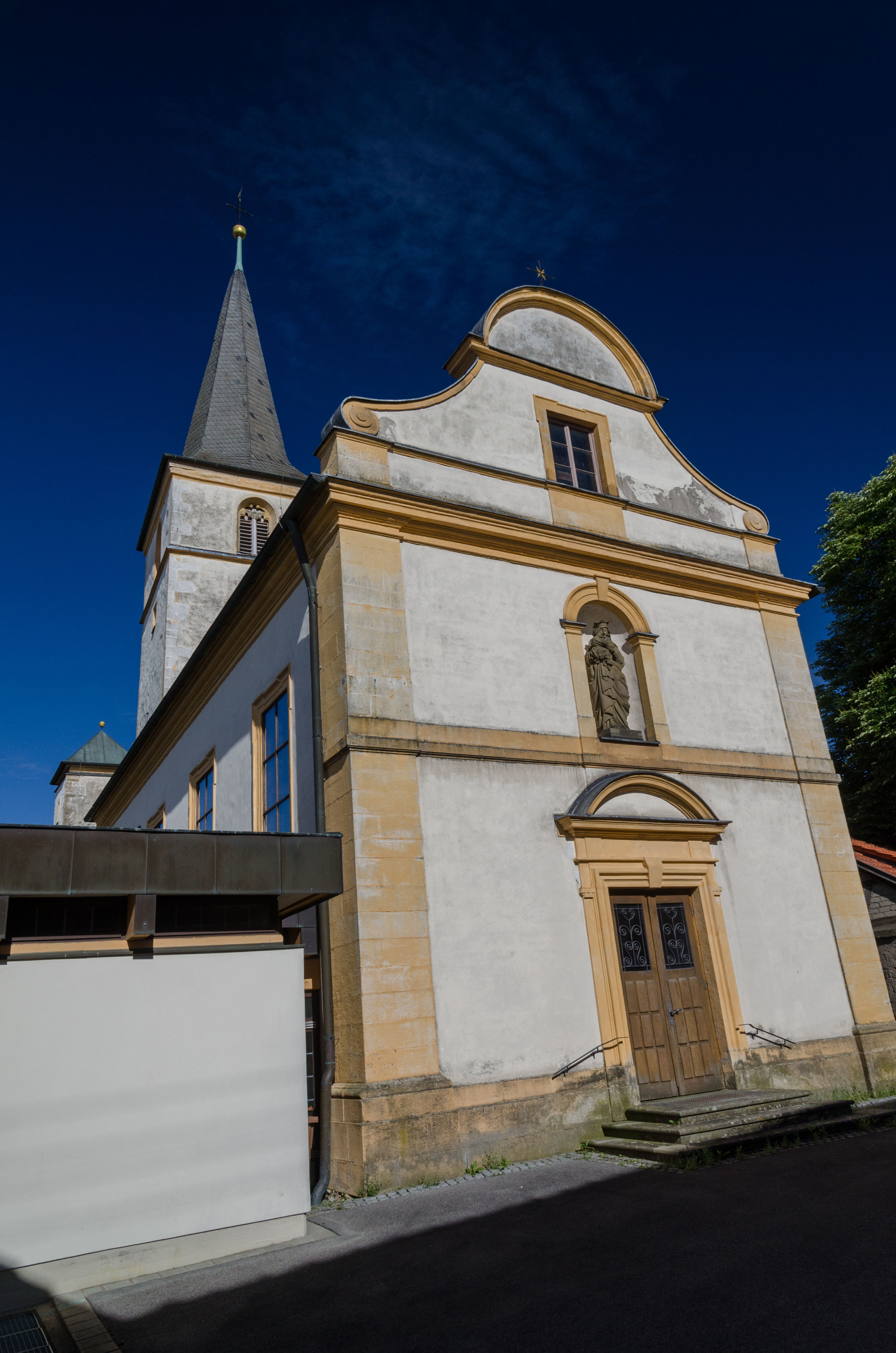
St. Peter und Paul
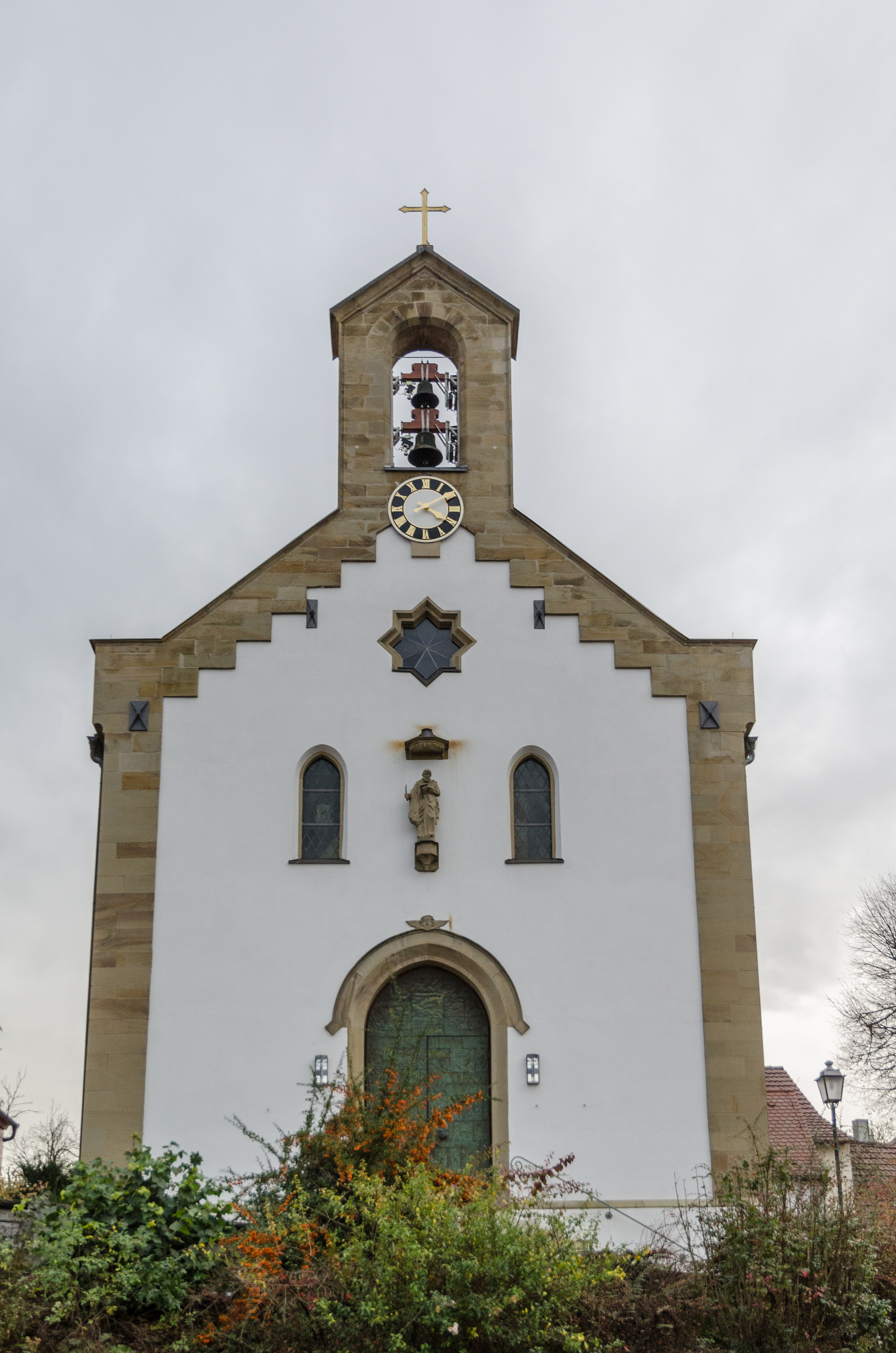
St. Bartholomäus

#### Pfarreiengemeinschaft Hofheim
- Pfarrei St. Johannes der Täufer (Hofheim in Unterfranken) mit St. Johannes Nepomuk (Eichelsdorf), St. Nikolaus (Ostheim), St. Wendelin (Reckertshausen) mit St. Nikolaus (Kimmelsbach)
- Pfarrei St. Laurentius (Bundorf)
- Pfarrei St. Kunrad von Parzham (Burgpreppach)
- Pfarrei Mariä Geburt (Gemeinfeld) mit St. Philippus und St. Jakobus (Birkach), St. Josef der Bräutigam (Fitzendorf)
- Pfarrei St. Margaretha (Goßmannsdorf)
- Pfarrei St. Ägidius (Kerbfeld)
- Pfarrei St. Michael (Leuzendorf in Unterfranken)
- Kuratie Heiligkreuz (Neuses) mit St. Matthäus (Stöckach (Bundorf))

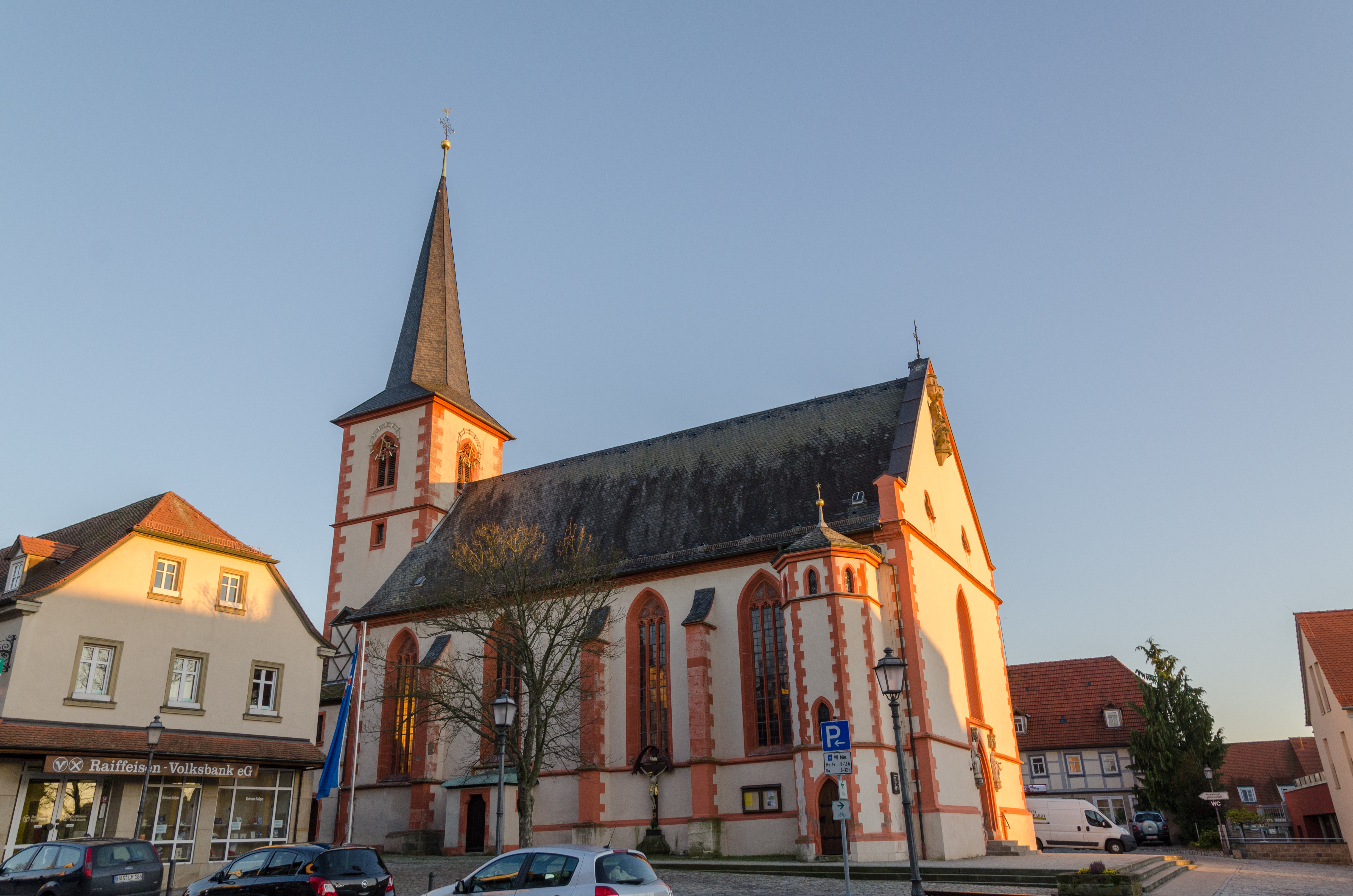
St. Johannes der Täufer
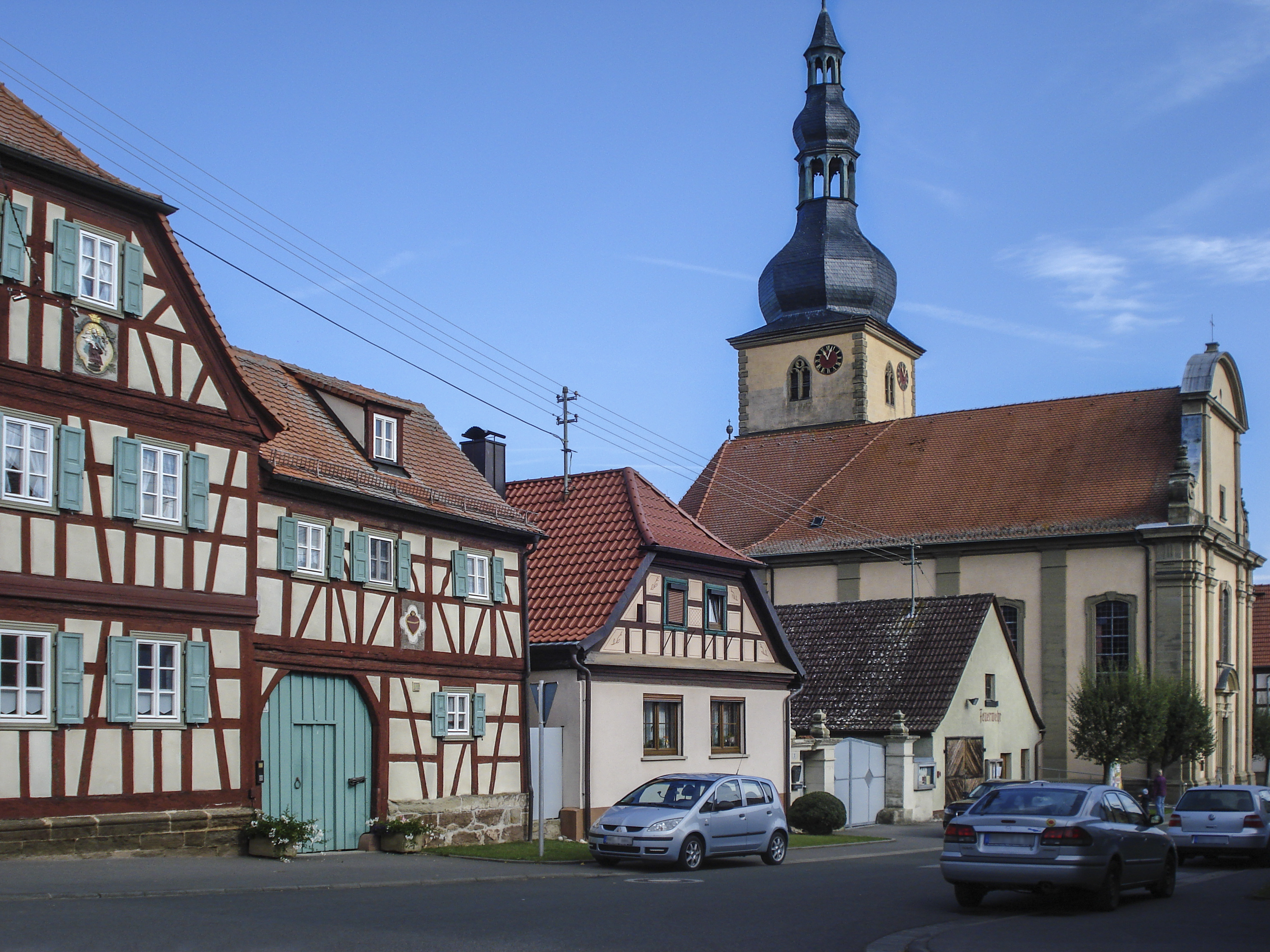
St. Nikolaus
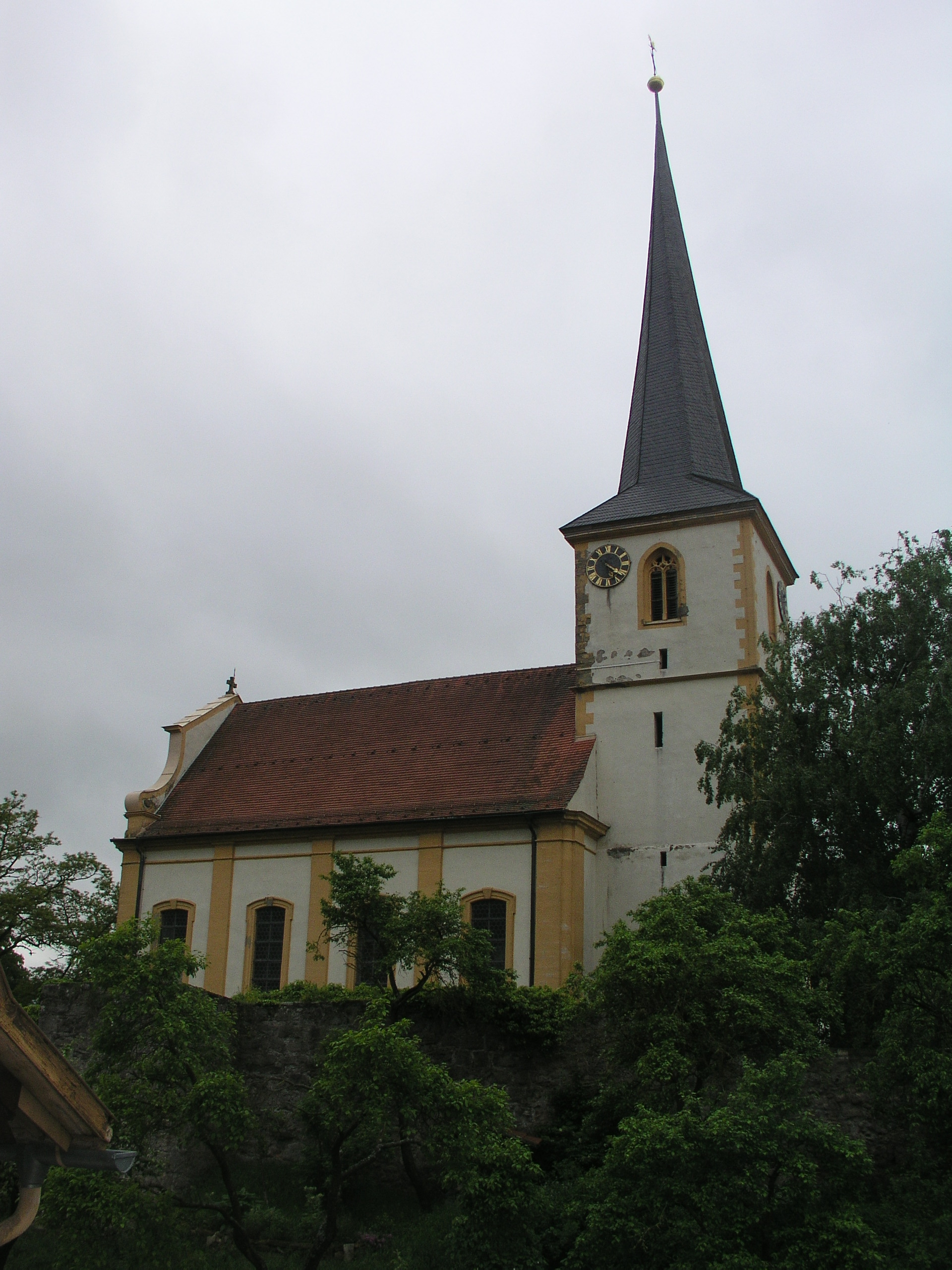
St. Margareta
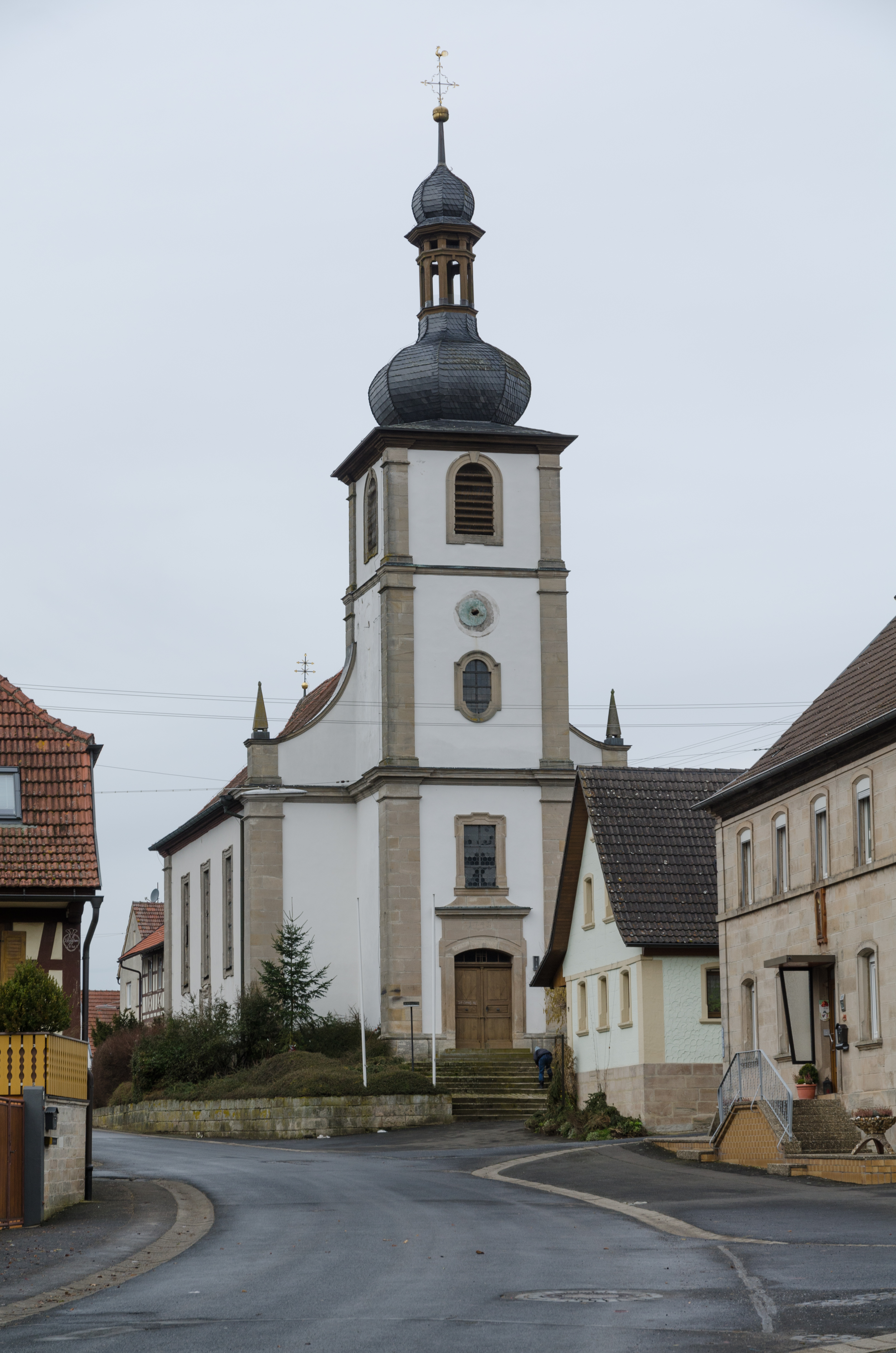
Heiligkreuz
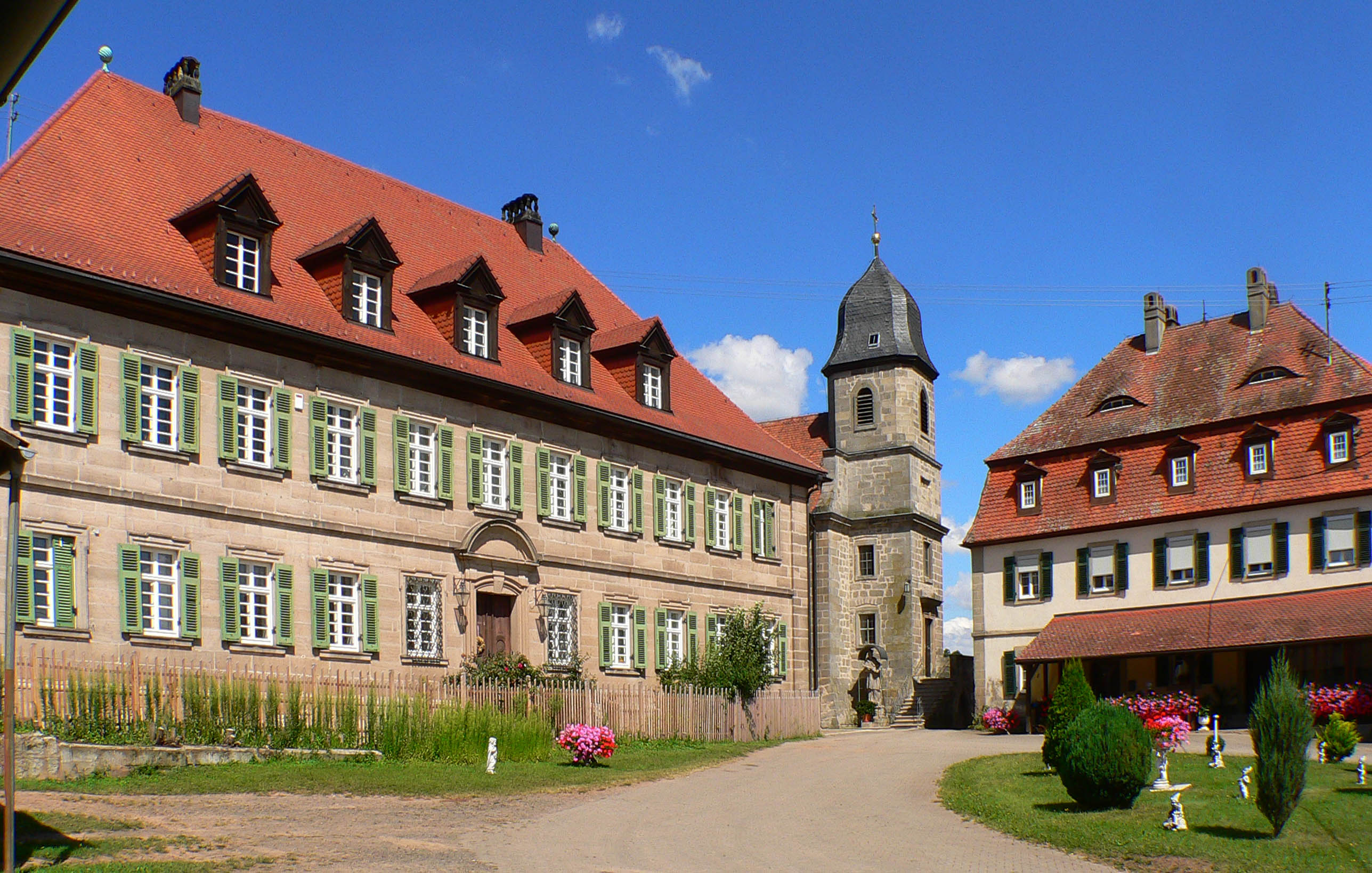
St. Matthäus

#### Pfarreiengemeinschaft St. Kilian und Weggefährten (Pfarrweisach)
- Pfarrei St. Kilian (Pfarrweisach) mit St. Wendelin (Frickendorf), Heiligstes Sakrament (Kraisdorf)
- Kuratie Mariä Himmelfahrt (Bischwind am Raueneck) mit St. Michael (Albersdorf), Mariä Heimsuchung (Neuses am Raueneck)
- Kuratie Mariä Geburt (Lohr) mit Mariä Namen (Pfaffendorf)
- Pfarrei Herz Jesu (Maroldsweisach) mit St. Johannes der Täufer (Geroldswind)

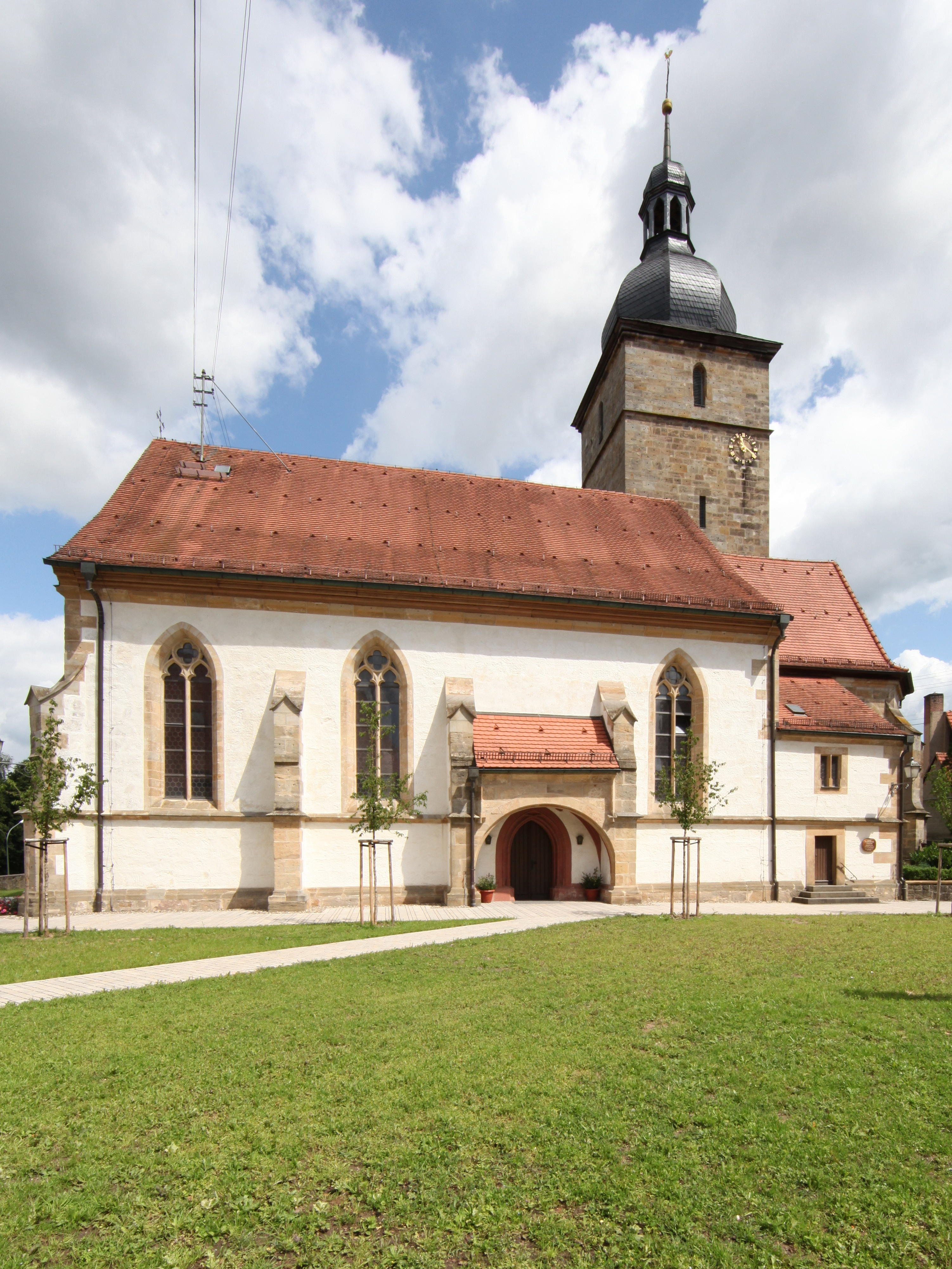
St. Kilian
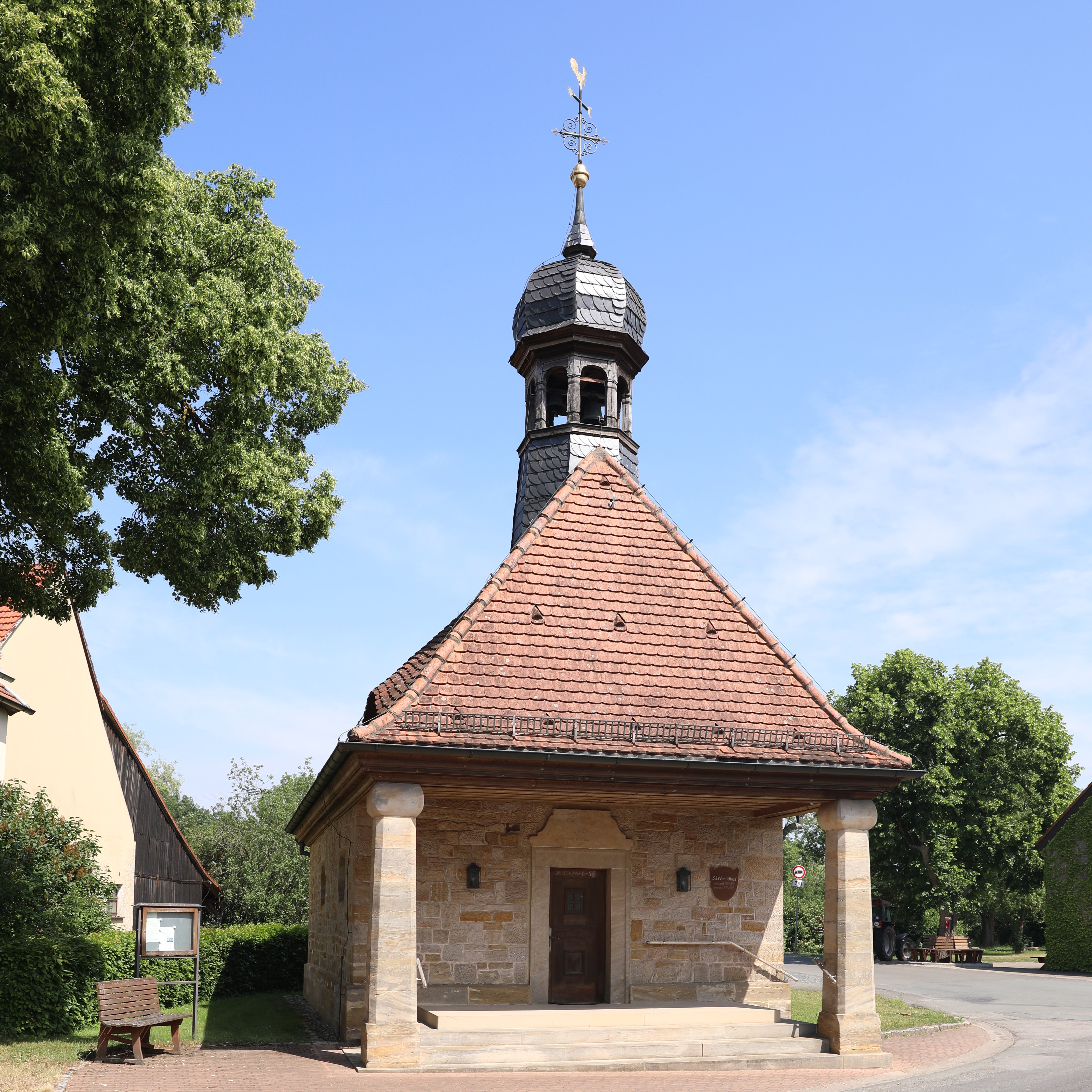
St. Wendelin
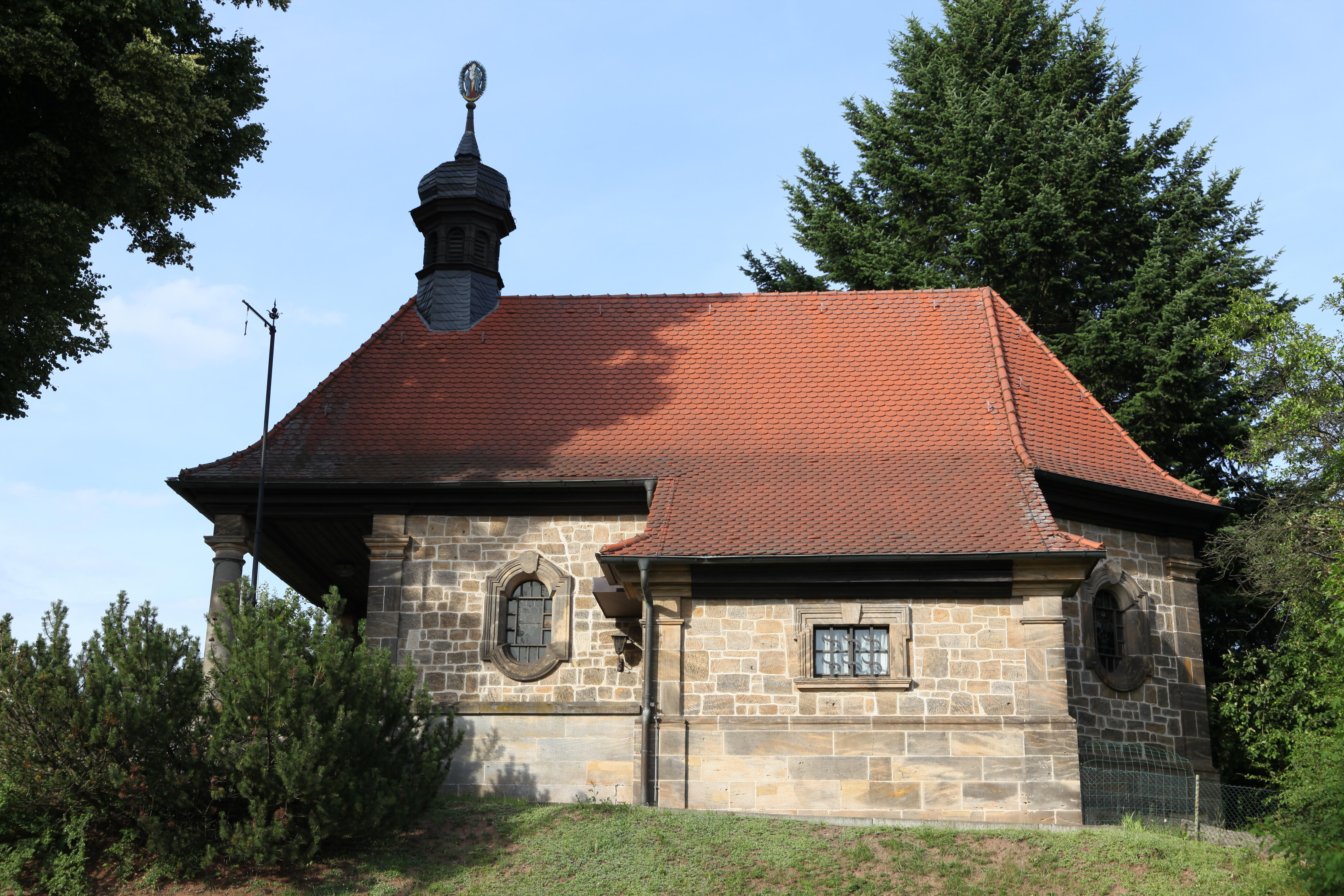
Mariä Namen

#### Pfarreiengemeinschaft „Gemeinsam unterwegs“ Ebern – Unterpreppach – Jesserndorf
- Pfarrei St. Laurentius (Ebern), Spitalkirche St. Elisabeth mit St. Georg (Reutersbrunn)
- Pfarrei St. Antonius der Einsiedler (Jesserndorf) mit St. Wendelin (Bramberg)
- Pfarrei St. Bartholomäus und St. Wendelin (Unterpreppach) mit St. Johannes (Vorbach)

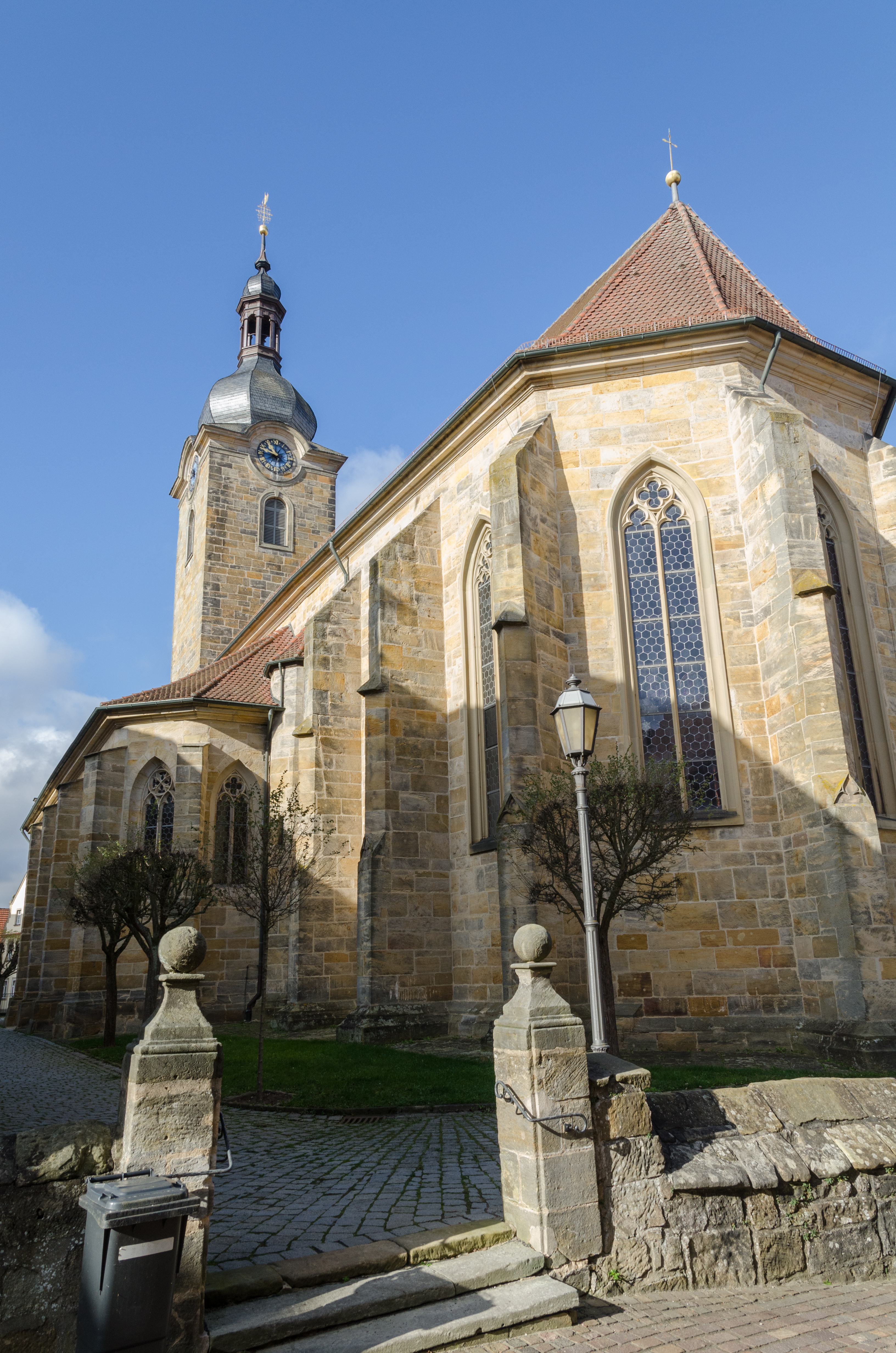
St. Laurentius
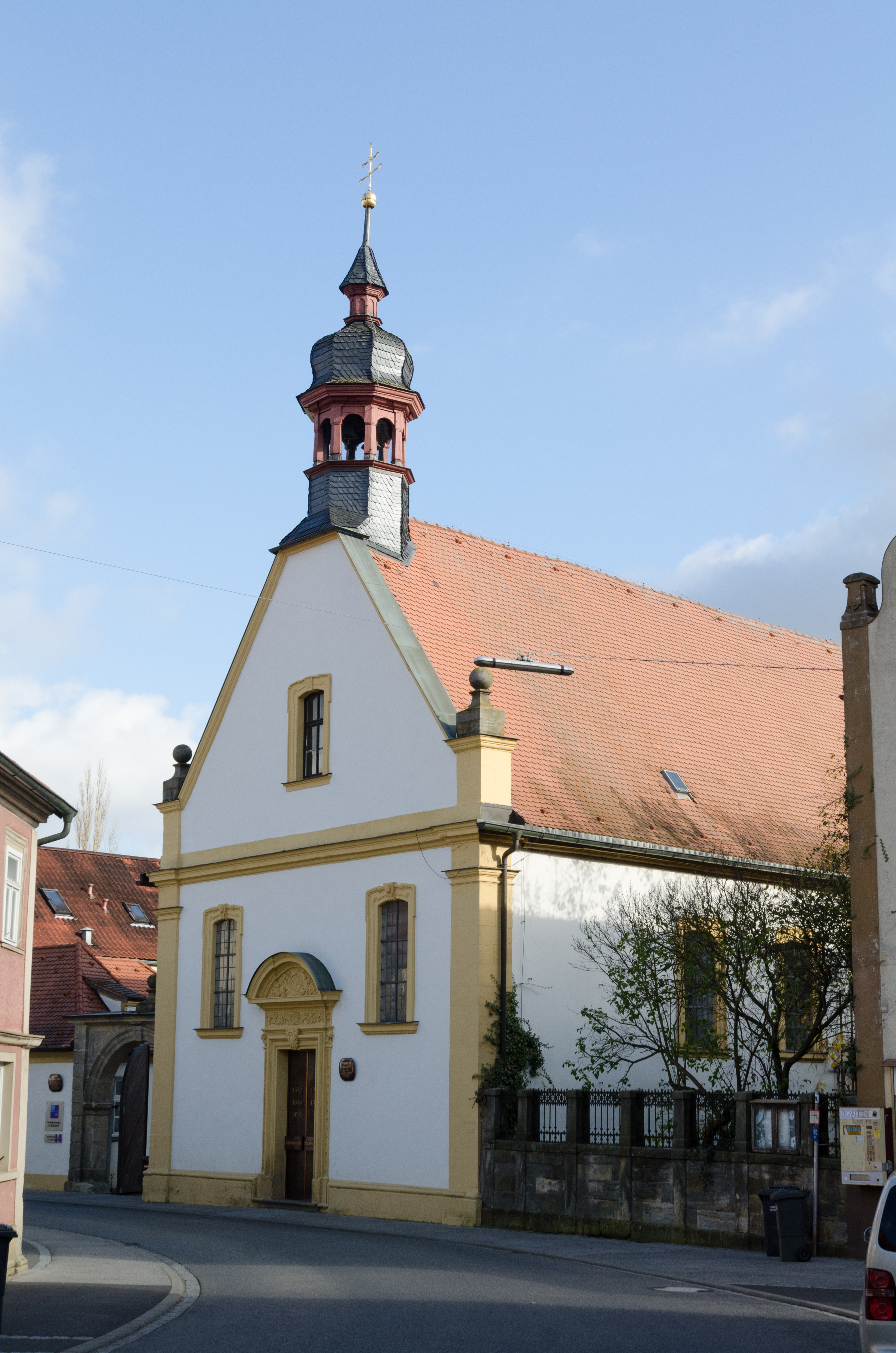
St. Elisabeth
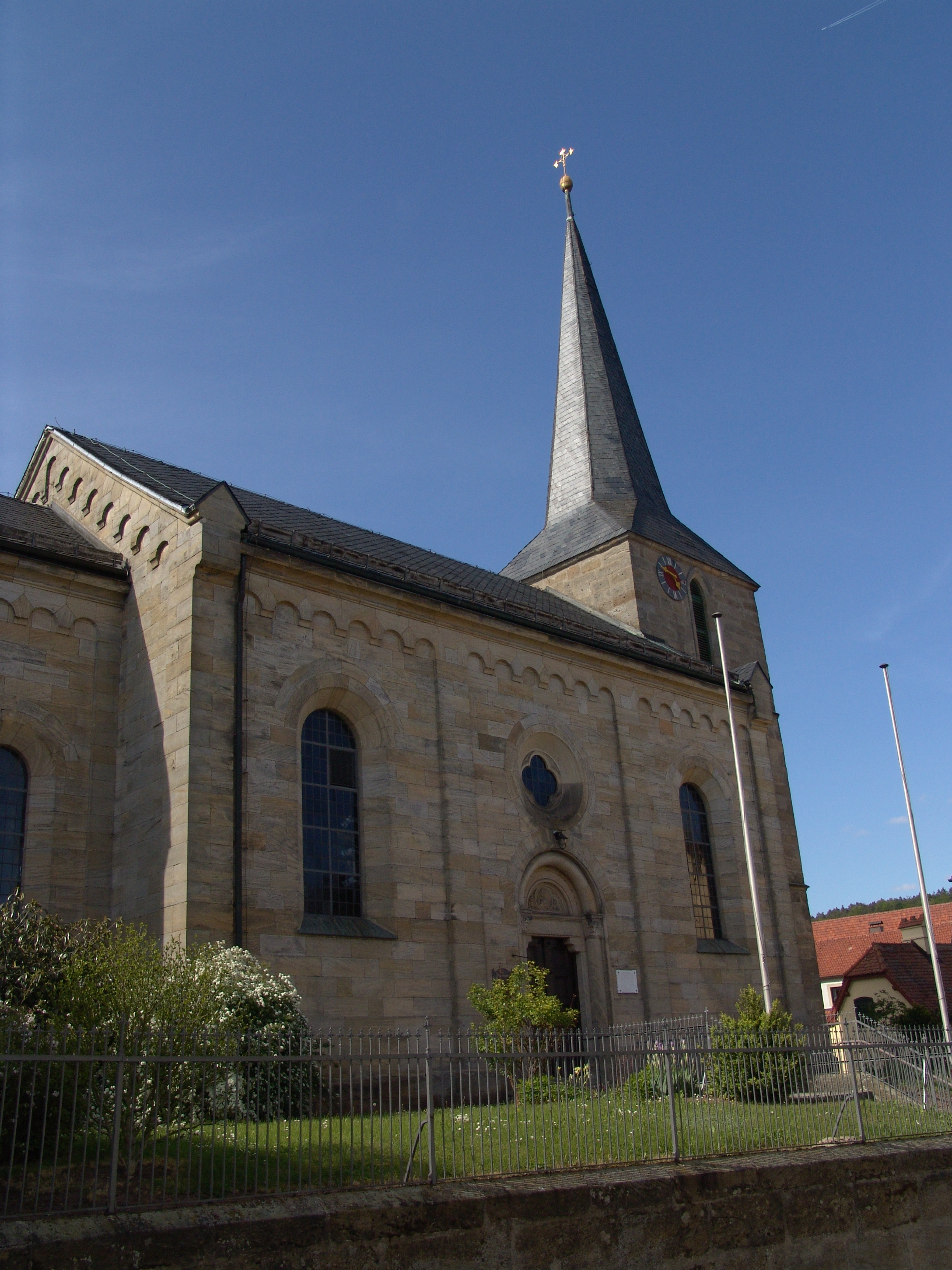
St. Antonius

#### Pfarreiengemeinschaft Theres
- Pfarrei St. Kilian (Obertheres) mit St. Jakobus der Ältere (Buch (Theres)), St. Karl Borromäus (Horhausen (Theres)), Marienkapelle (Friedhof)
- Pfarrei St. Sebastian (Steinsfeld (Wonfurt)) mit St. Kilian (Untertheres), St. Andreas (Wonfurt), St. Andreas (Dampfach)

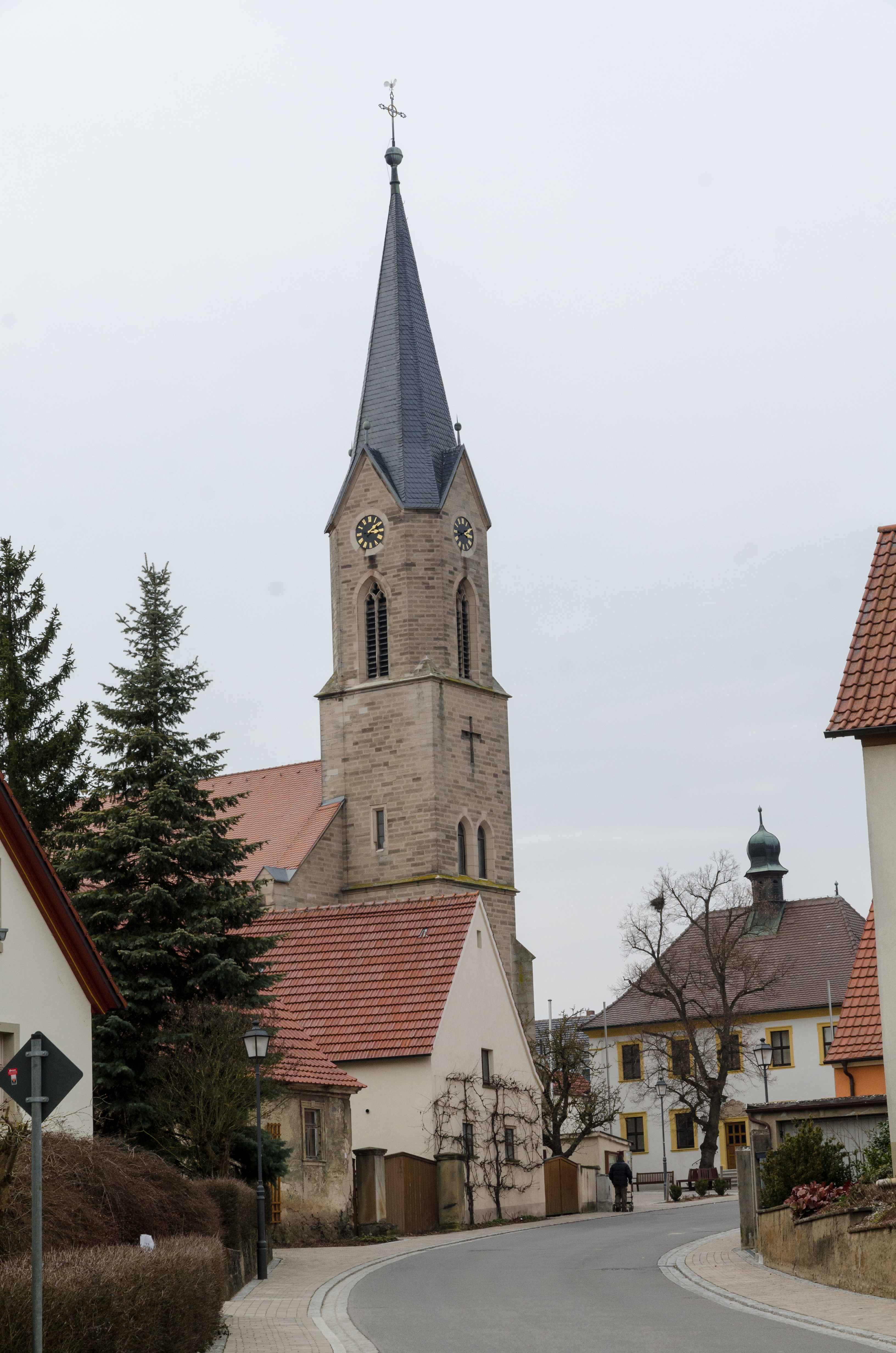
St. Kilian
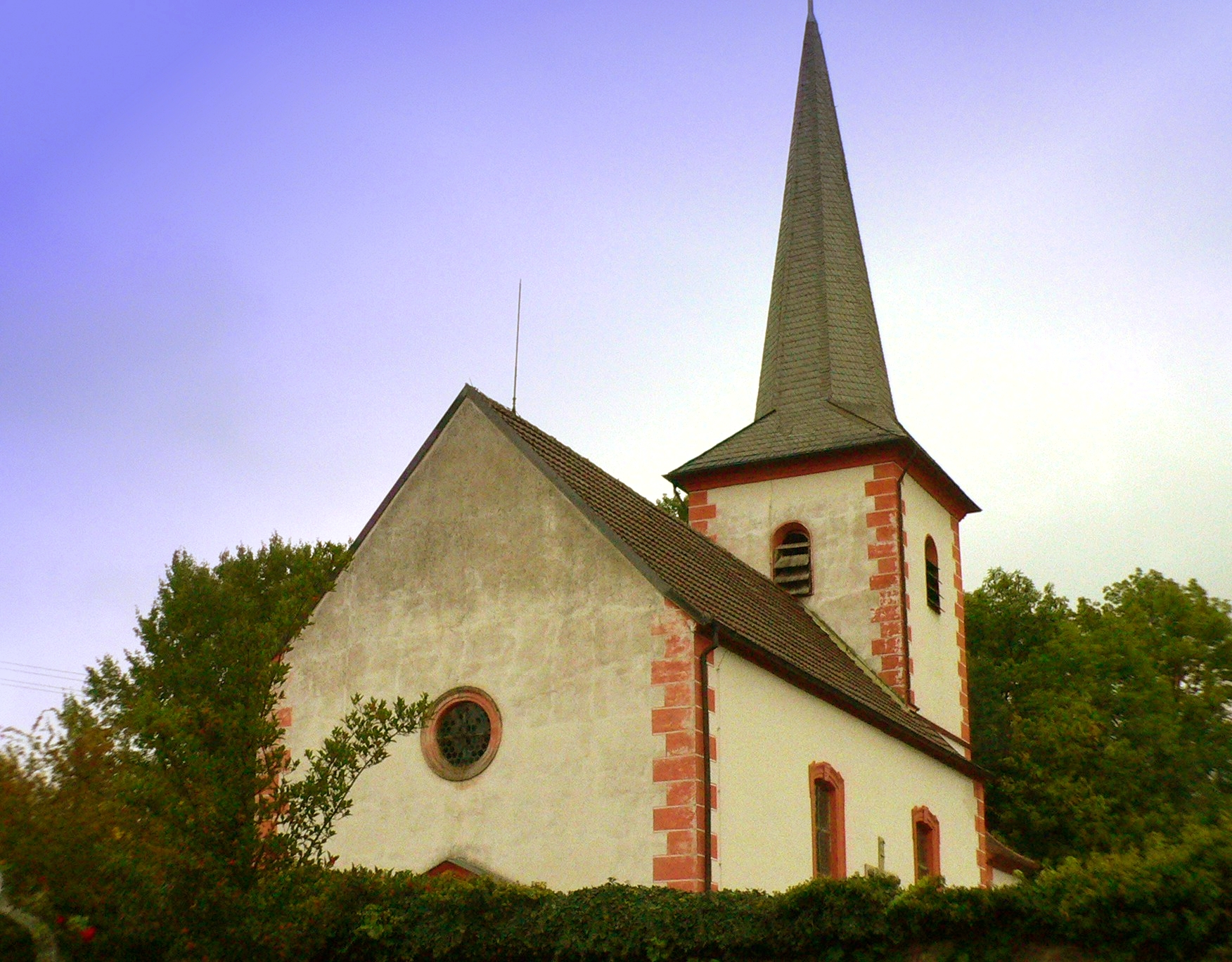
Marienkapelle
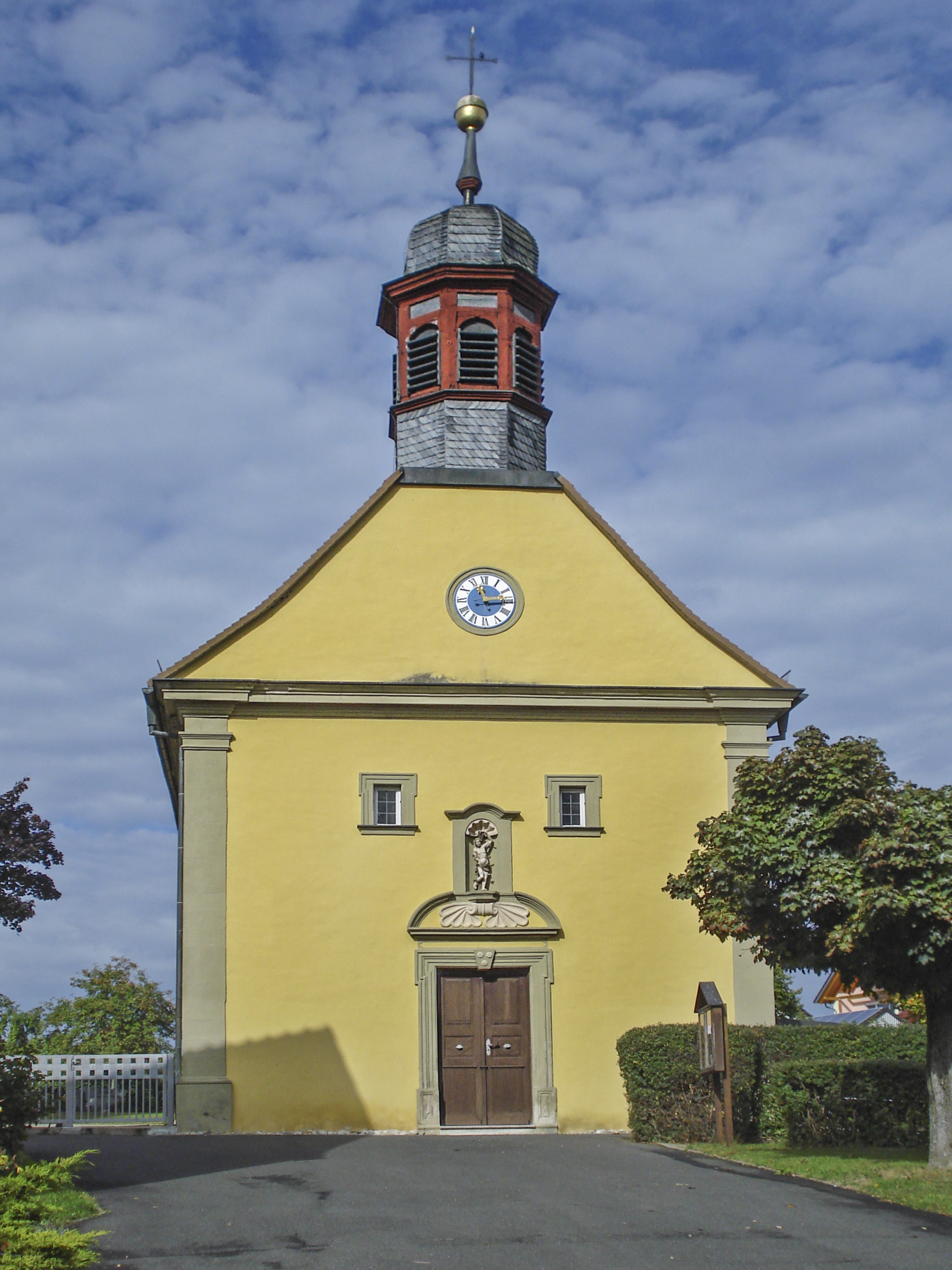
St. Sebastian
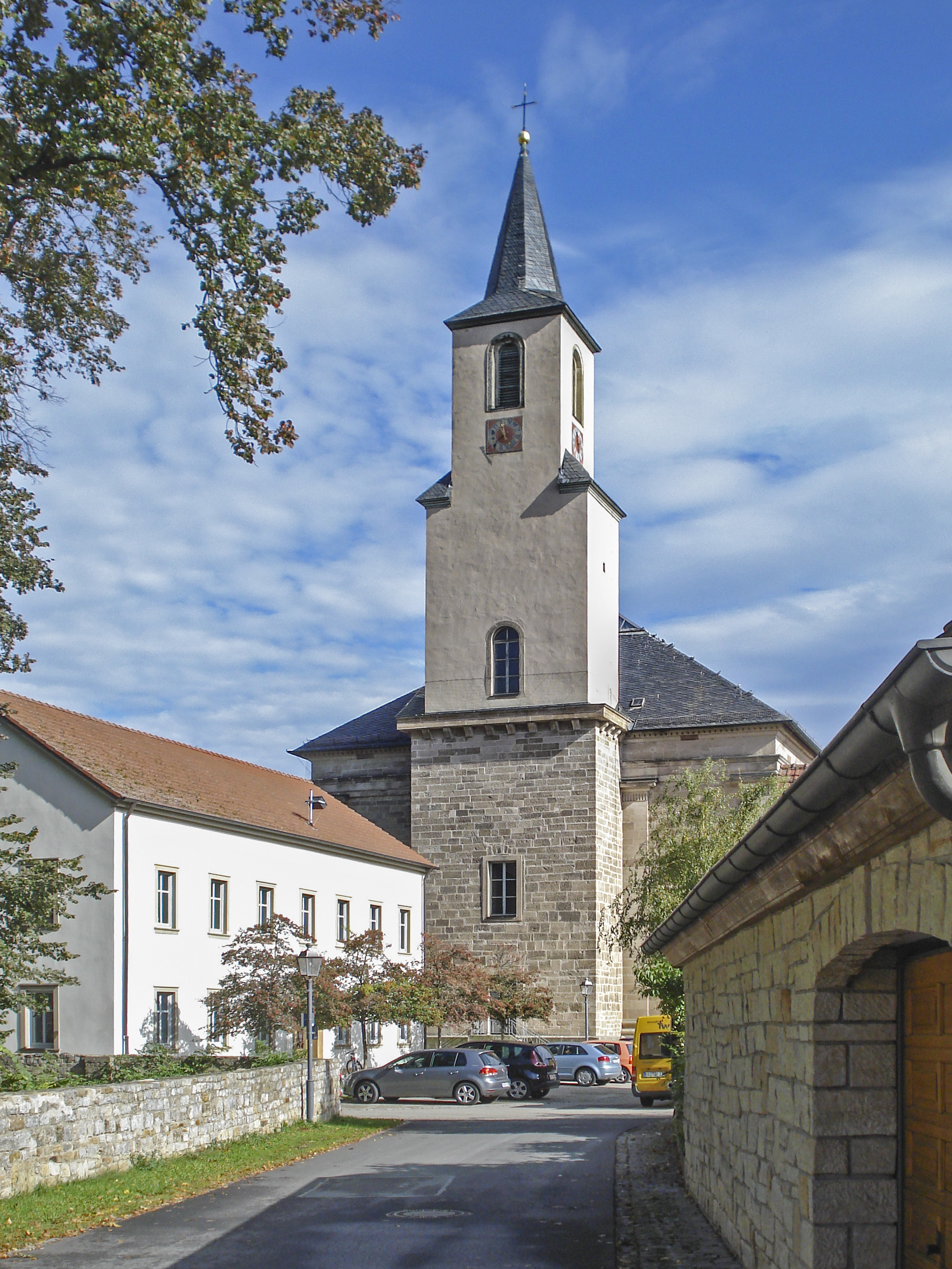
St. Andreas
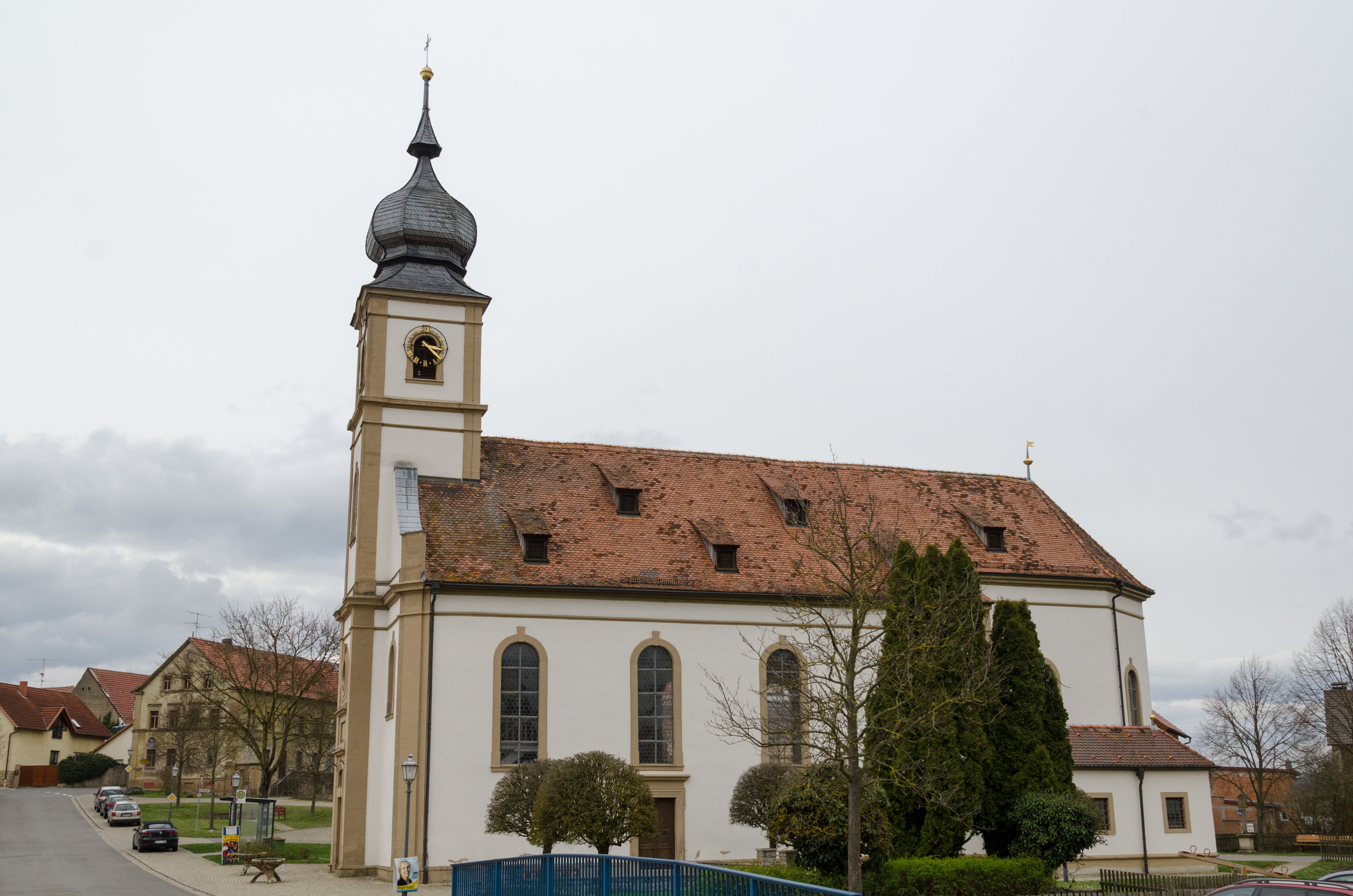
St. Andreas (Dampfach)

#### Pfarreiengemeinschaft St. Kilian (Haßfurt)
- Pfarrei St. Kilian und Gefährten (Haßfurt) mit St. Laurentius (Sailershausen), St. Leonhard (Wülfingen (Haßfurt)), Ritterkapelle Haßfurt, Kloster Kreuztal Marburghausen (Mariaburghausen)
- Pfarrei St. Josef der Bräutigam (Königsberg in Bayern)
- Pfarrei St. Michael (Prappach)
- Pfarrei St. Johannes der Täufer (Unterhohenried)

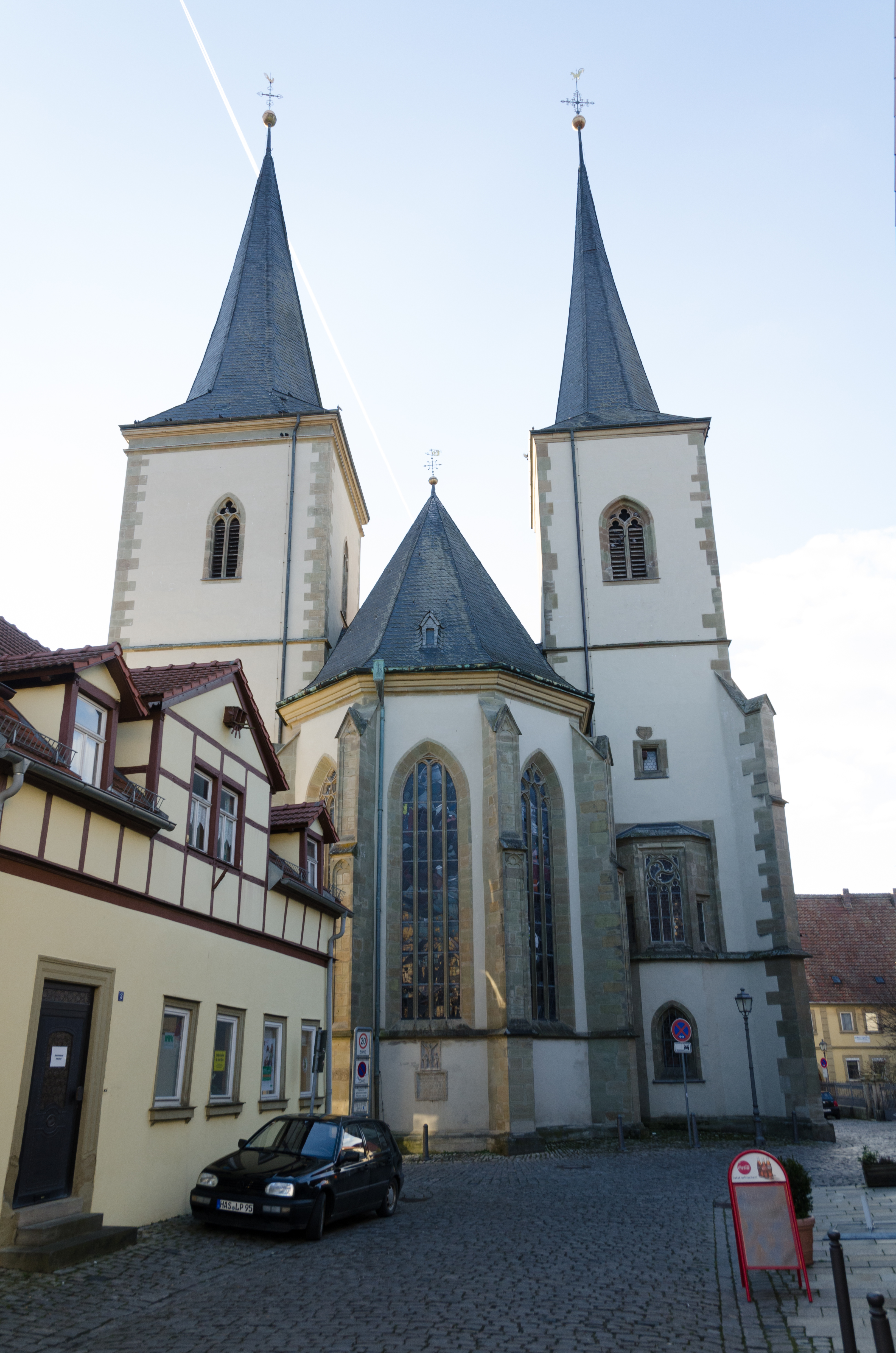
St. Kilian
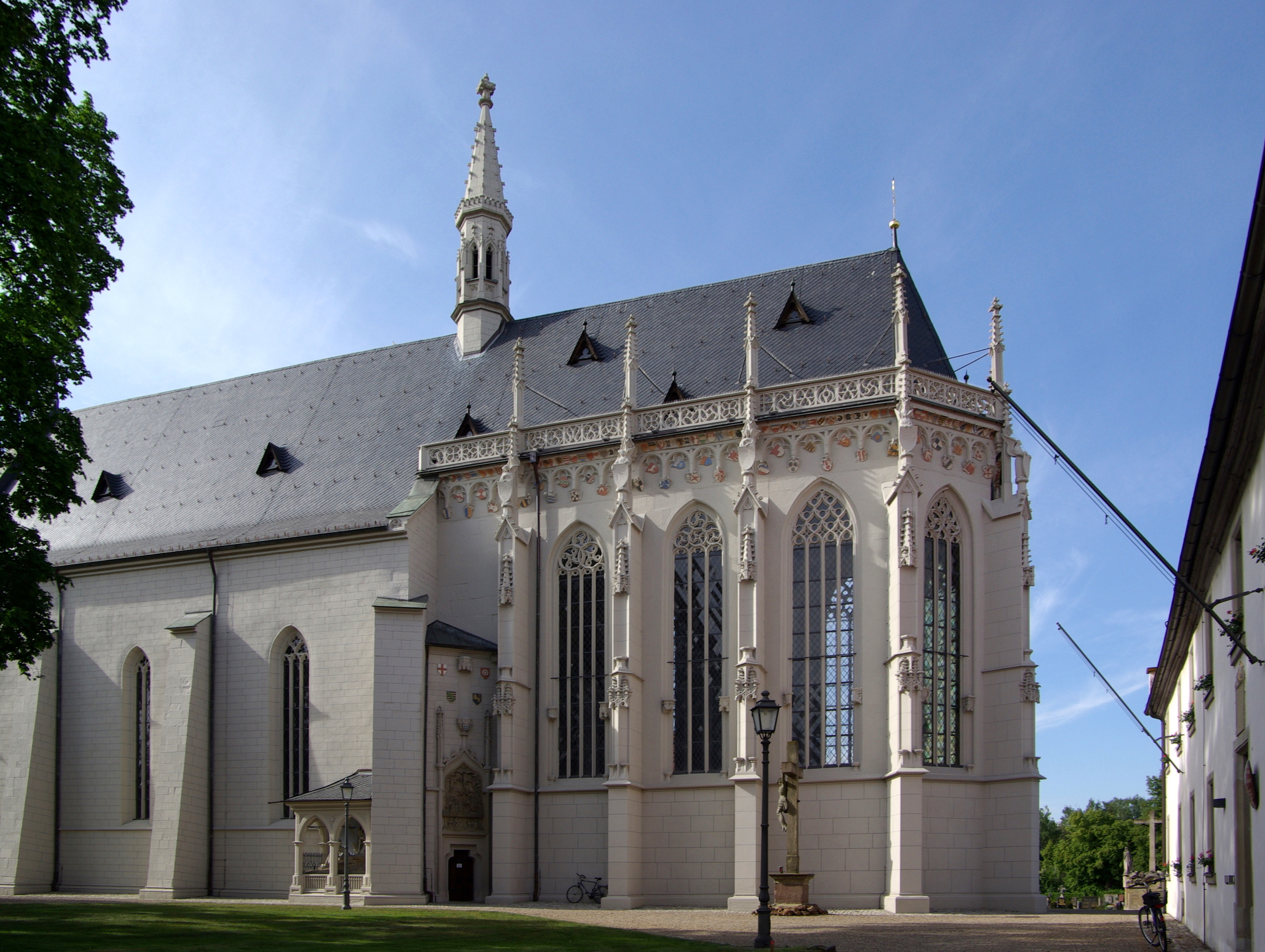
Ritterkapelle
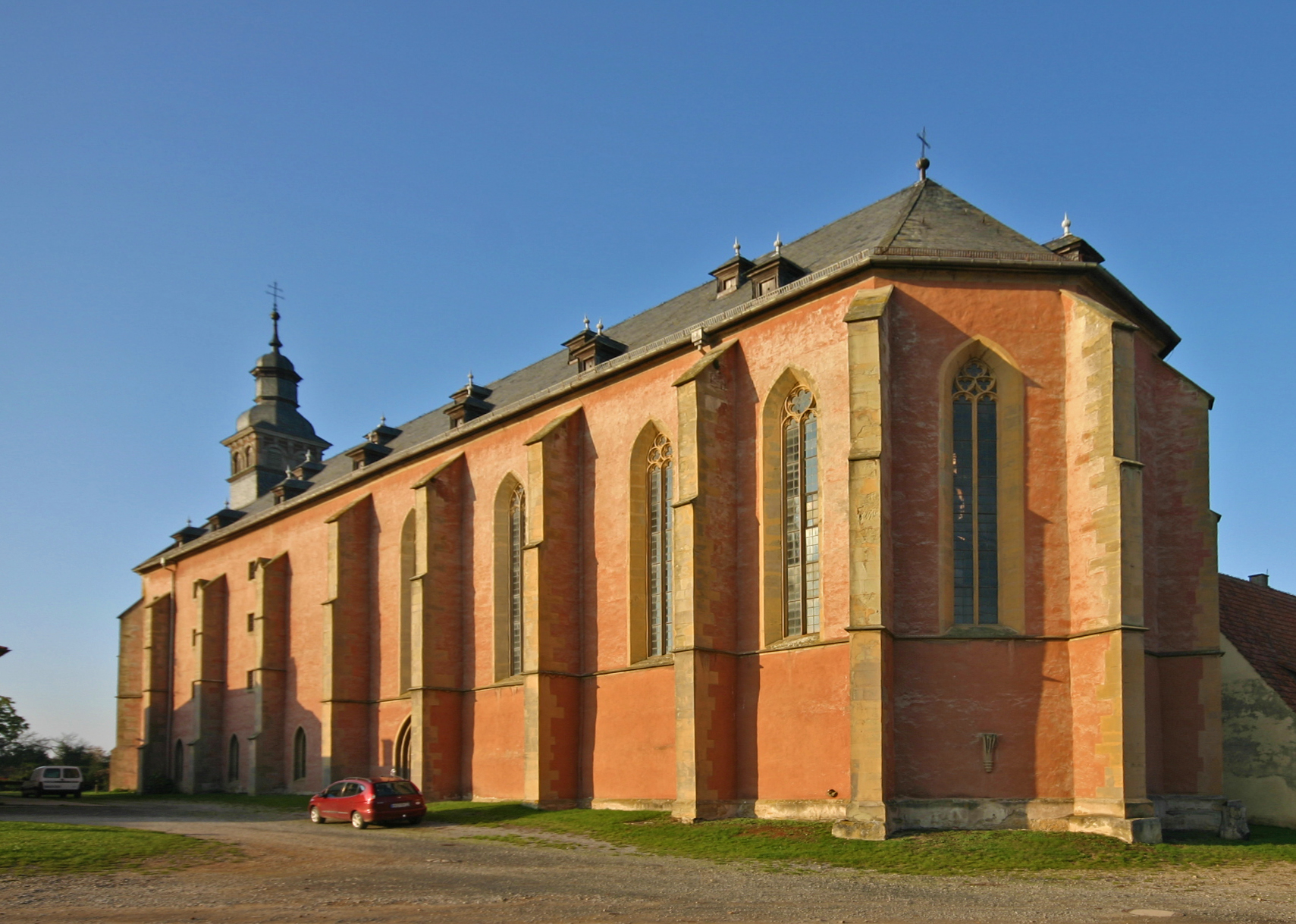
Klosterkirche Mariaburghausen
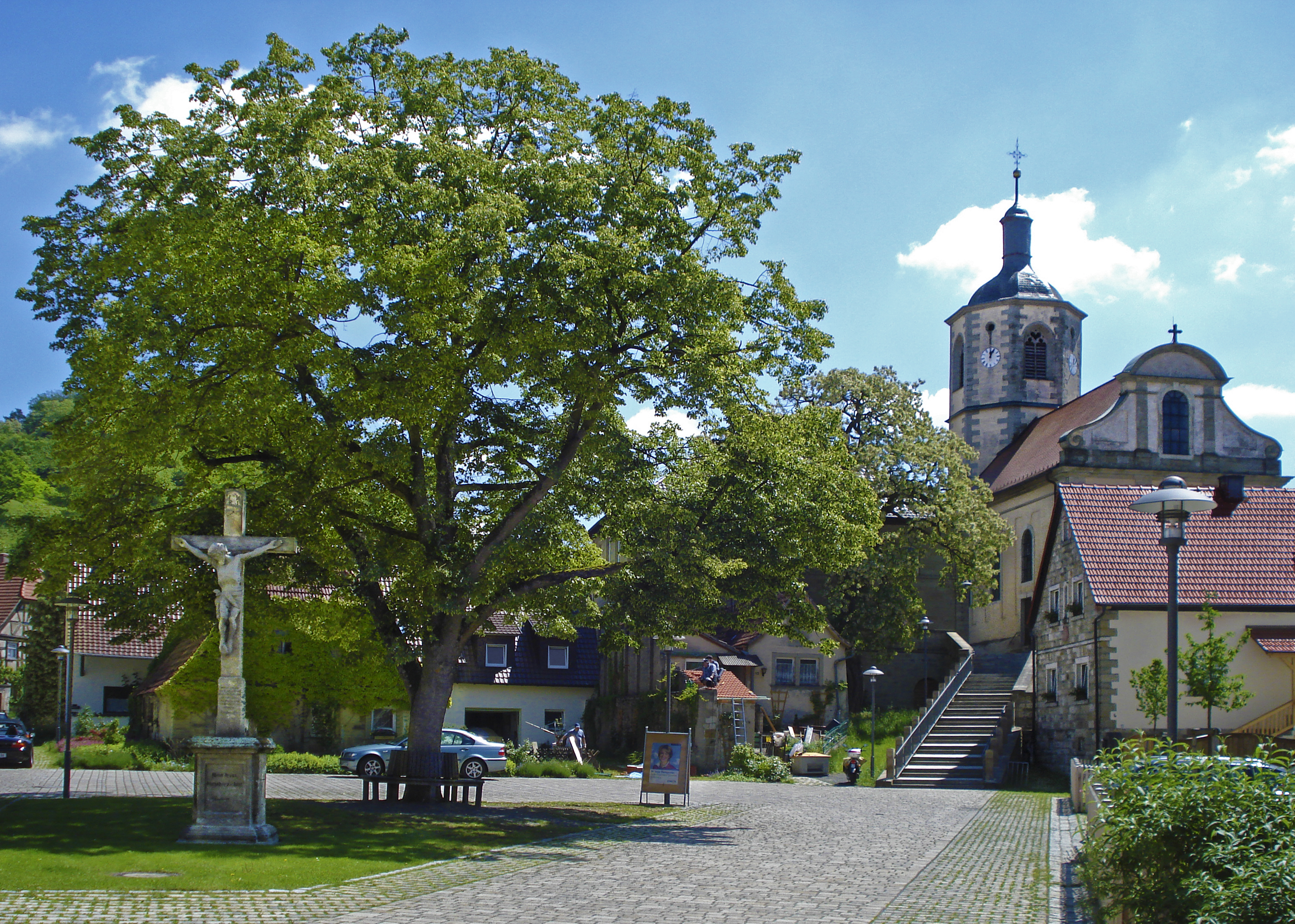
St. Michael
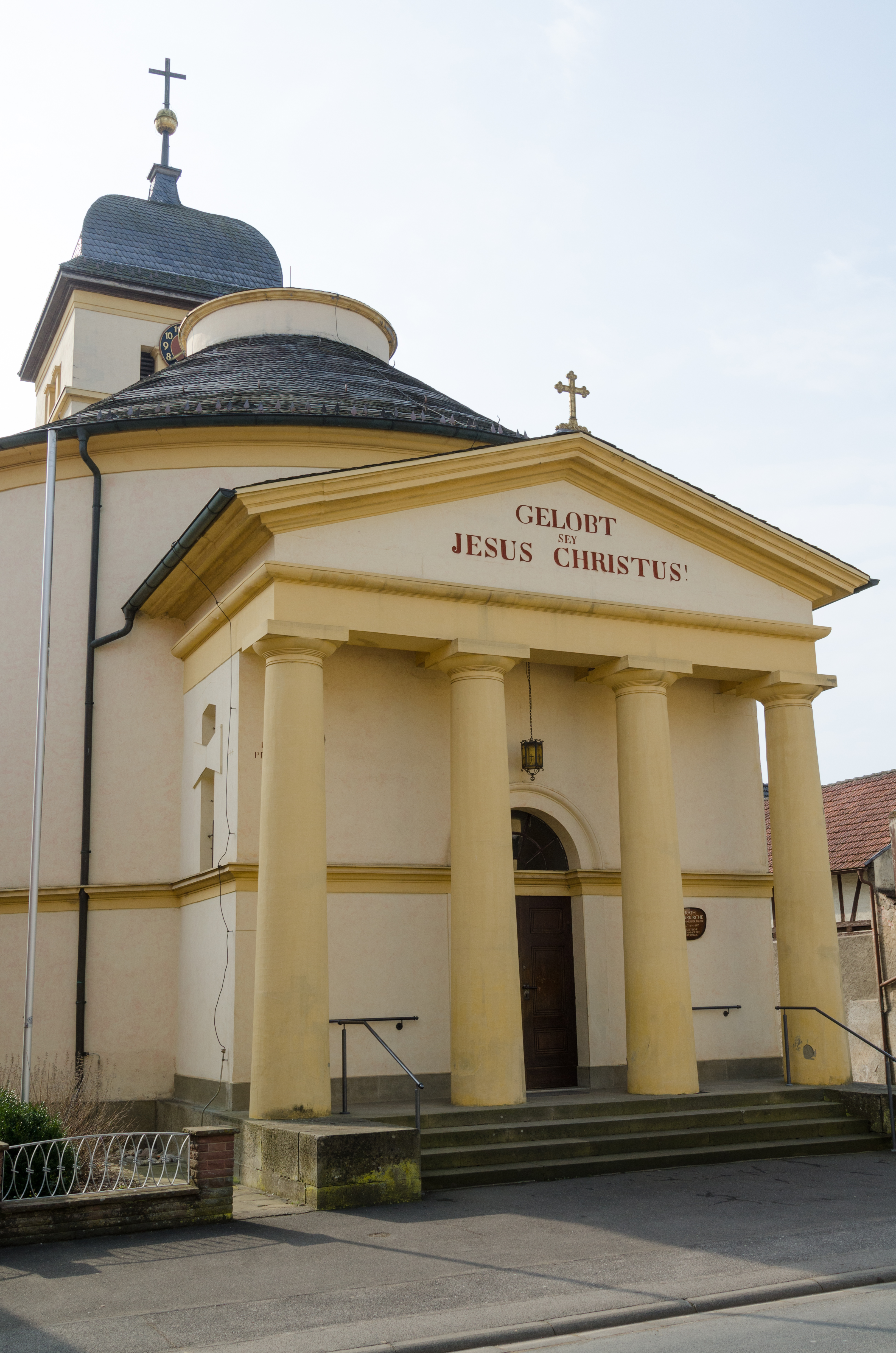
St. Johannes der Täufer

#### Pfarreiengemeinschaft Knetzgau
- Pfarrei St. Bartholomäus (Knetzgau)
- Kuratie St. Barbara (Oberschwappach) mit St. Laurentius (Unterschwappach), St. Wendelin (Wohnau)
- Pfarrei St. Michael (Westheim), mit St. Josef der Bräutigam (Hainert)

Pfarrei Unbefleckte Empfängnis Mariens (Zell am Ebersberg)

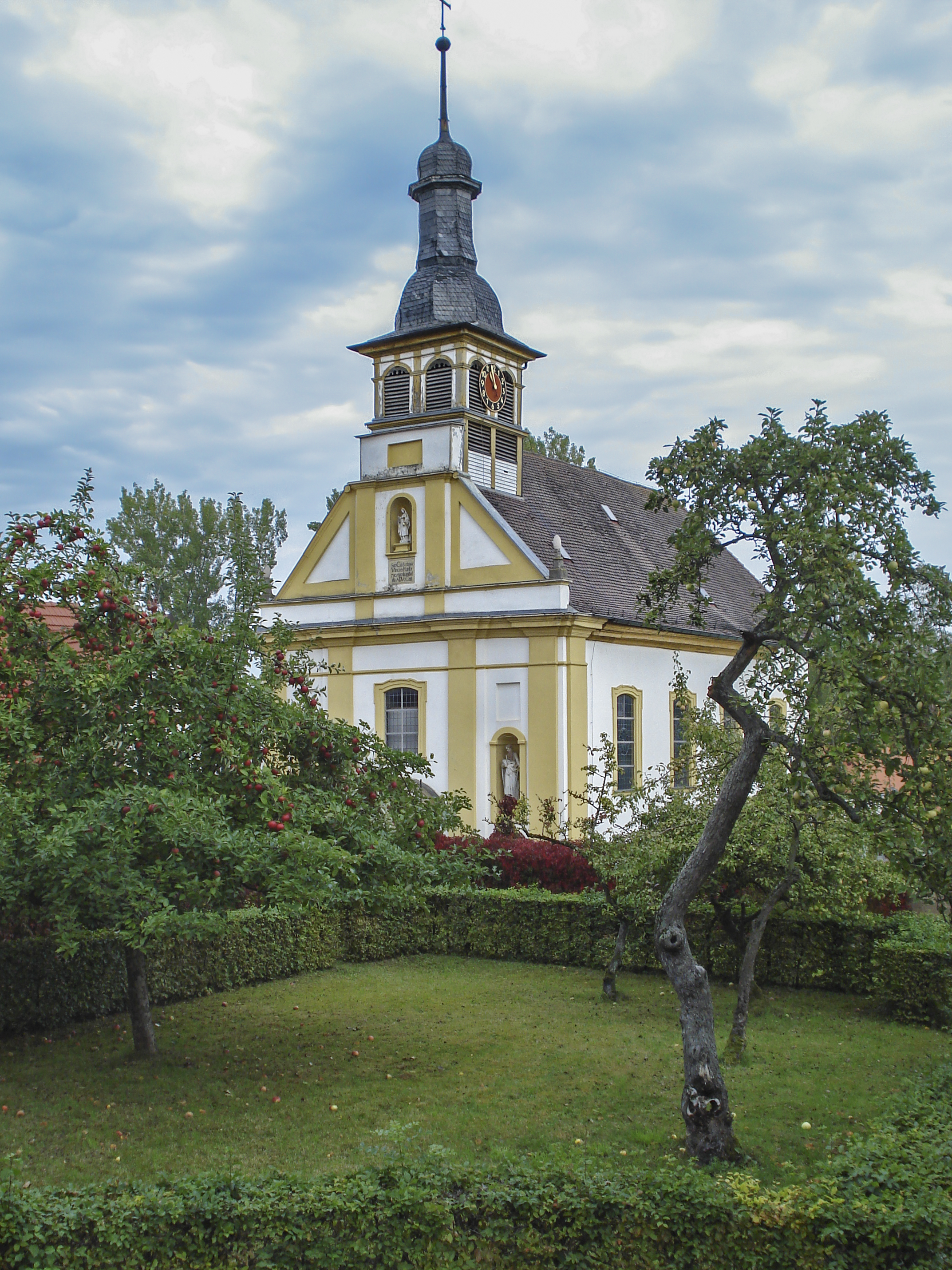
St. Barbara
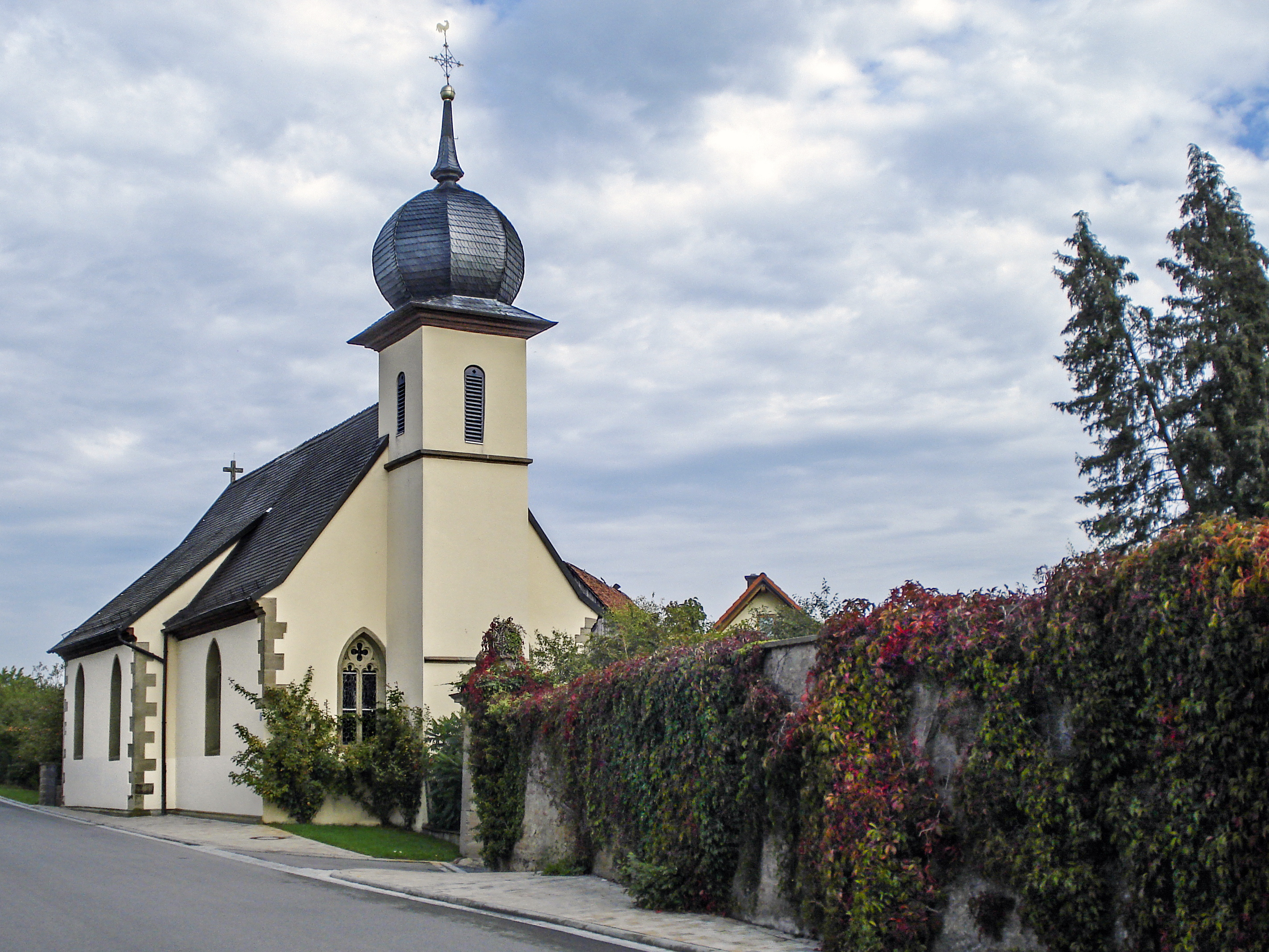
St. Laurentius
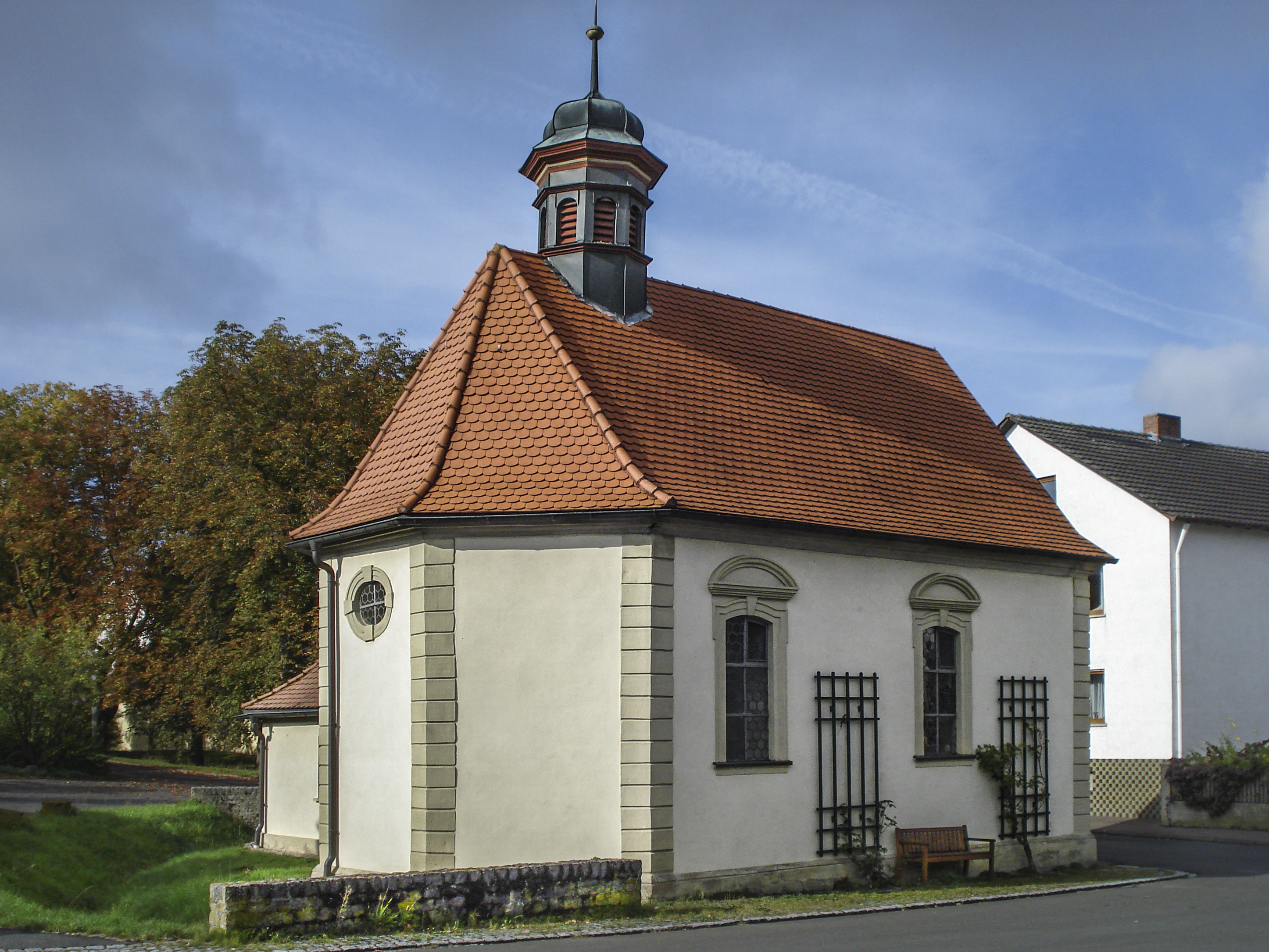
St. Wendelin
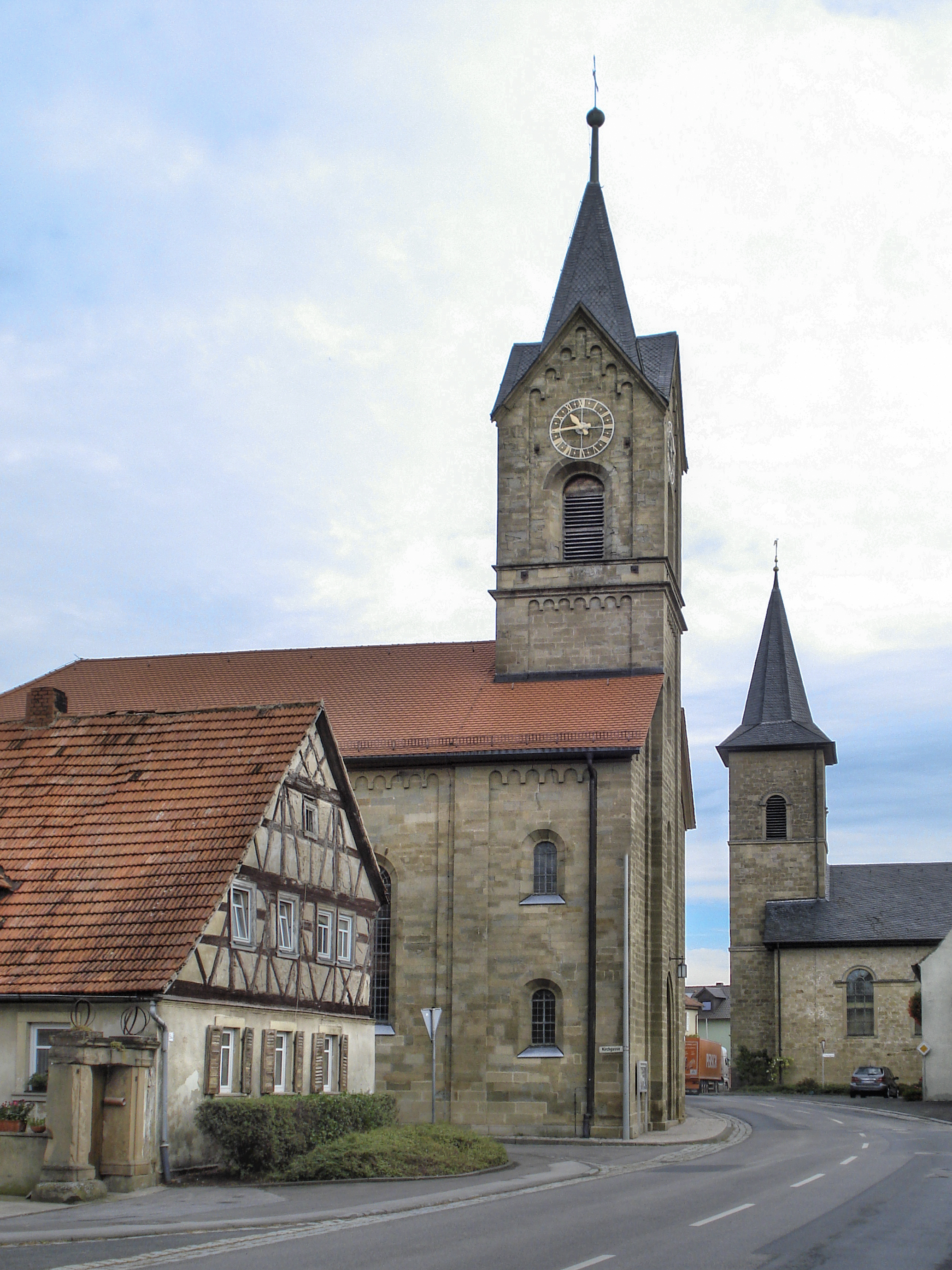
St. Michael
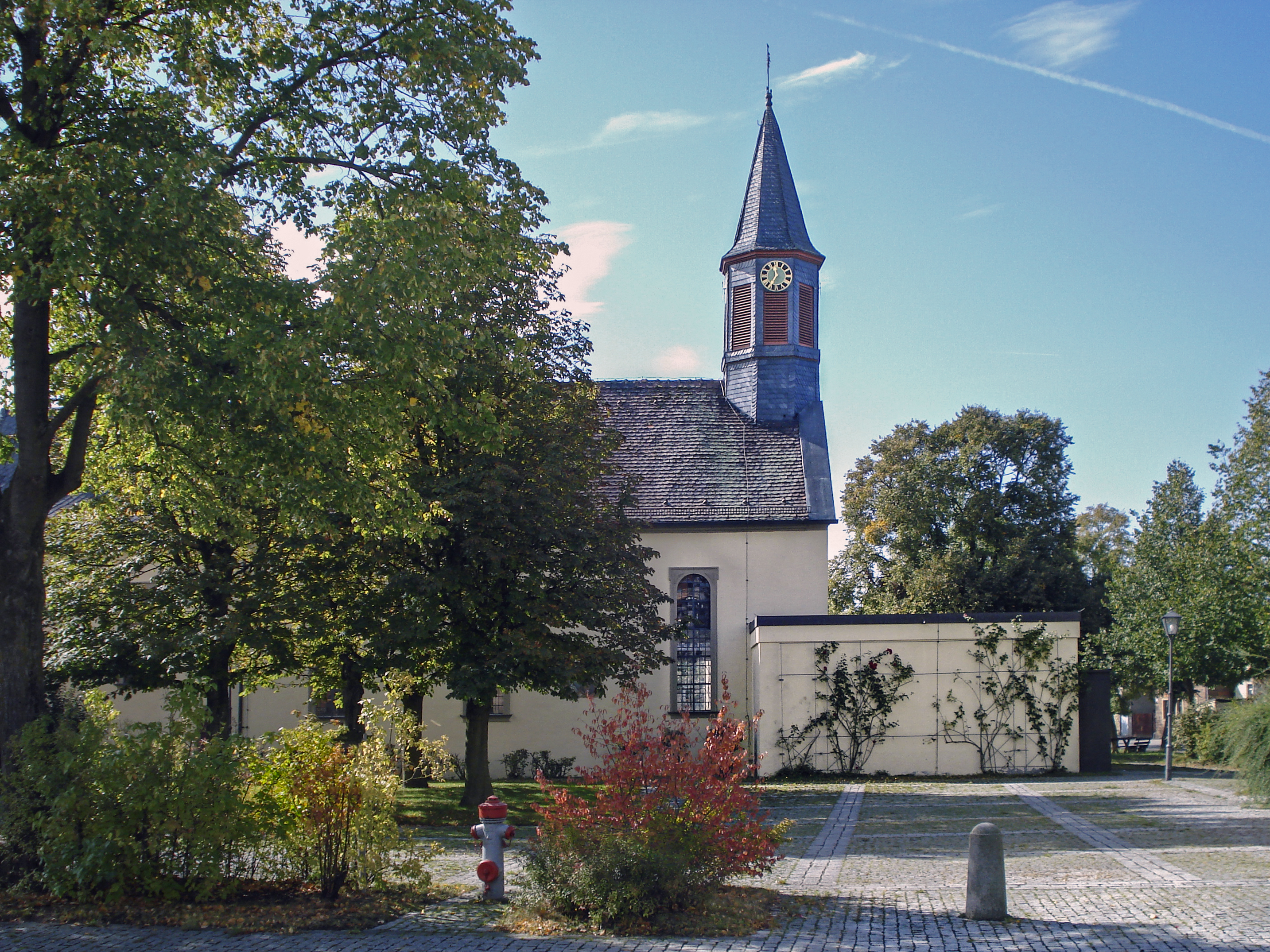
St. Josef
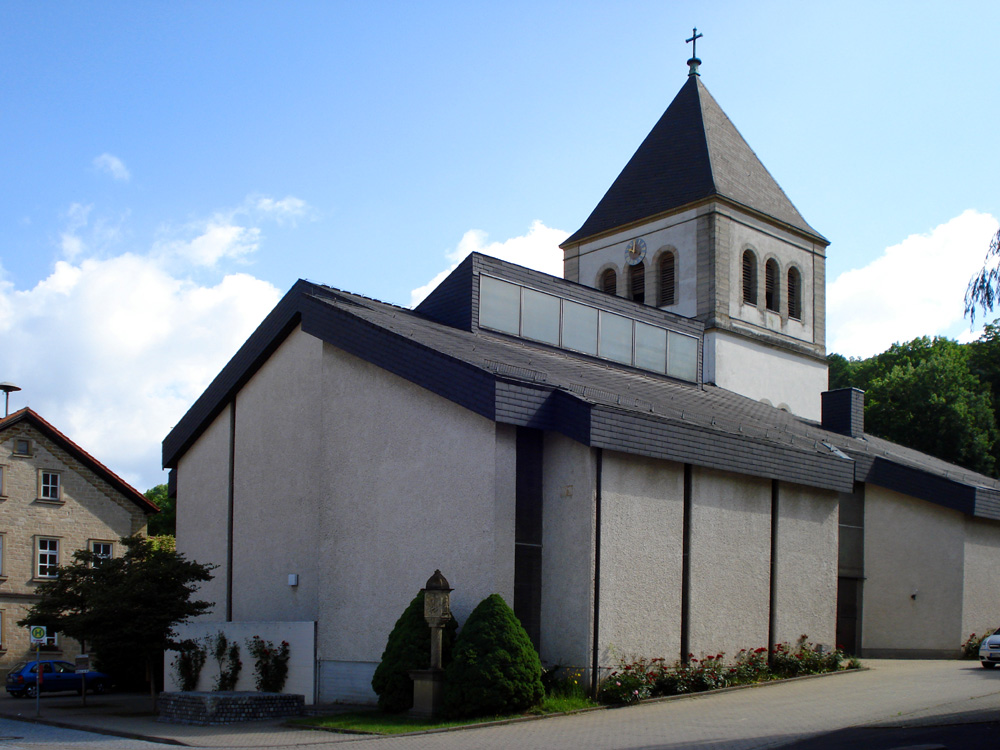
Unbefleckte Empfängnis Mariens

#### Pfarreiengemeinschaft Am Weinstock Jesu (Zeil am Main)
- Pfarrei St. Michael (Zeil am Main) mit St. Kilian (Ziegelanger), Zeiler Käppele
- Pfarrei St. Peter und Paul (Krum (Zeil am Main))
- Pfarrei St. Nikolaus (Sand am Main)

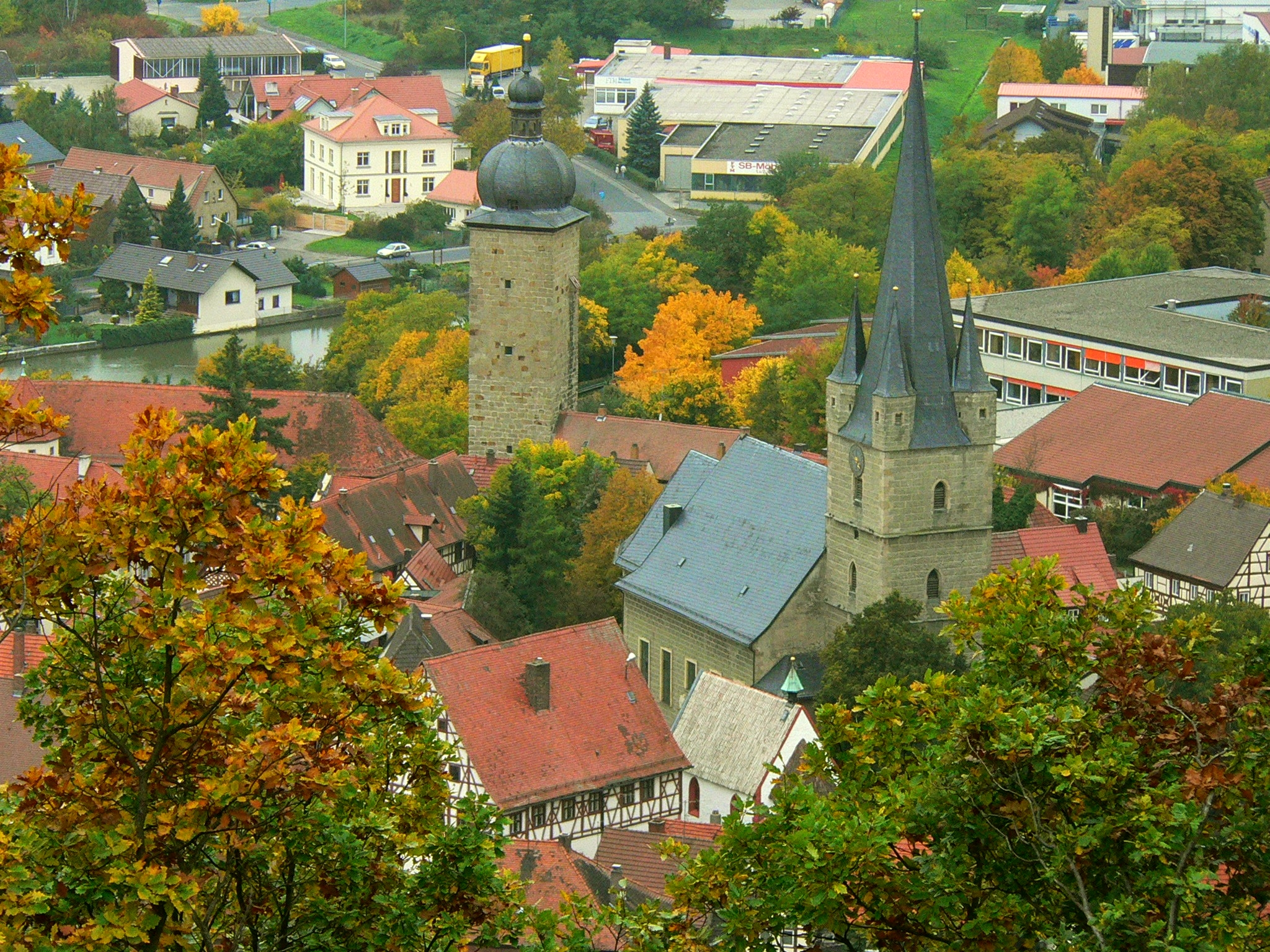
St. Michael
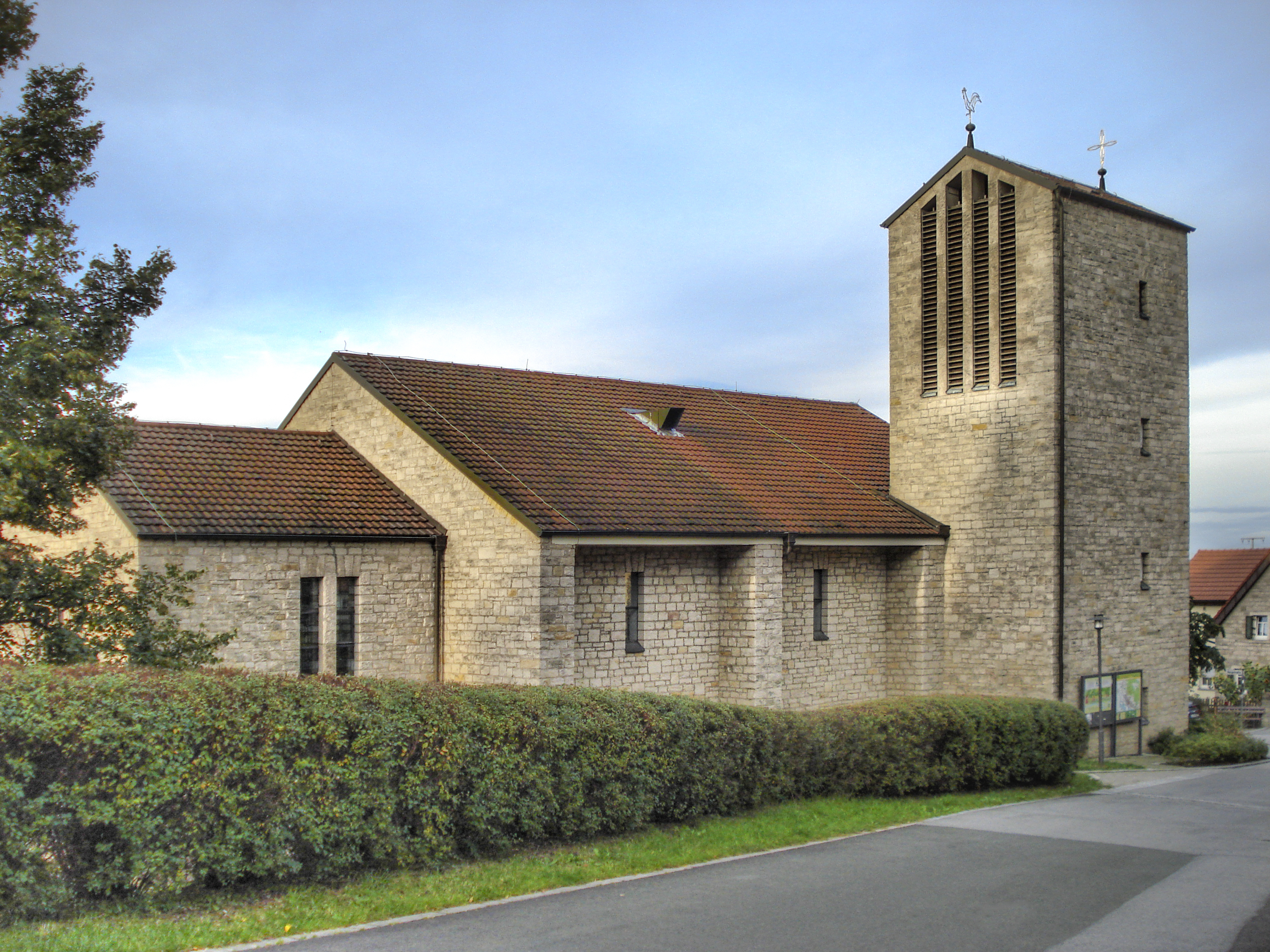
St. Kilian
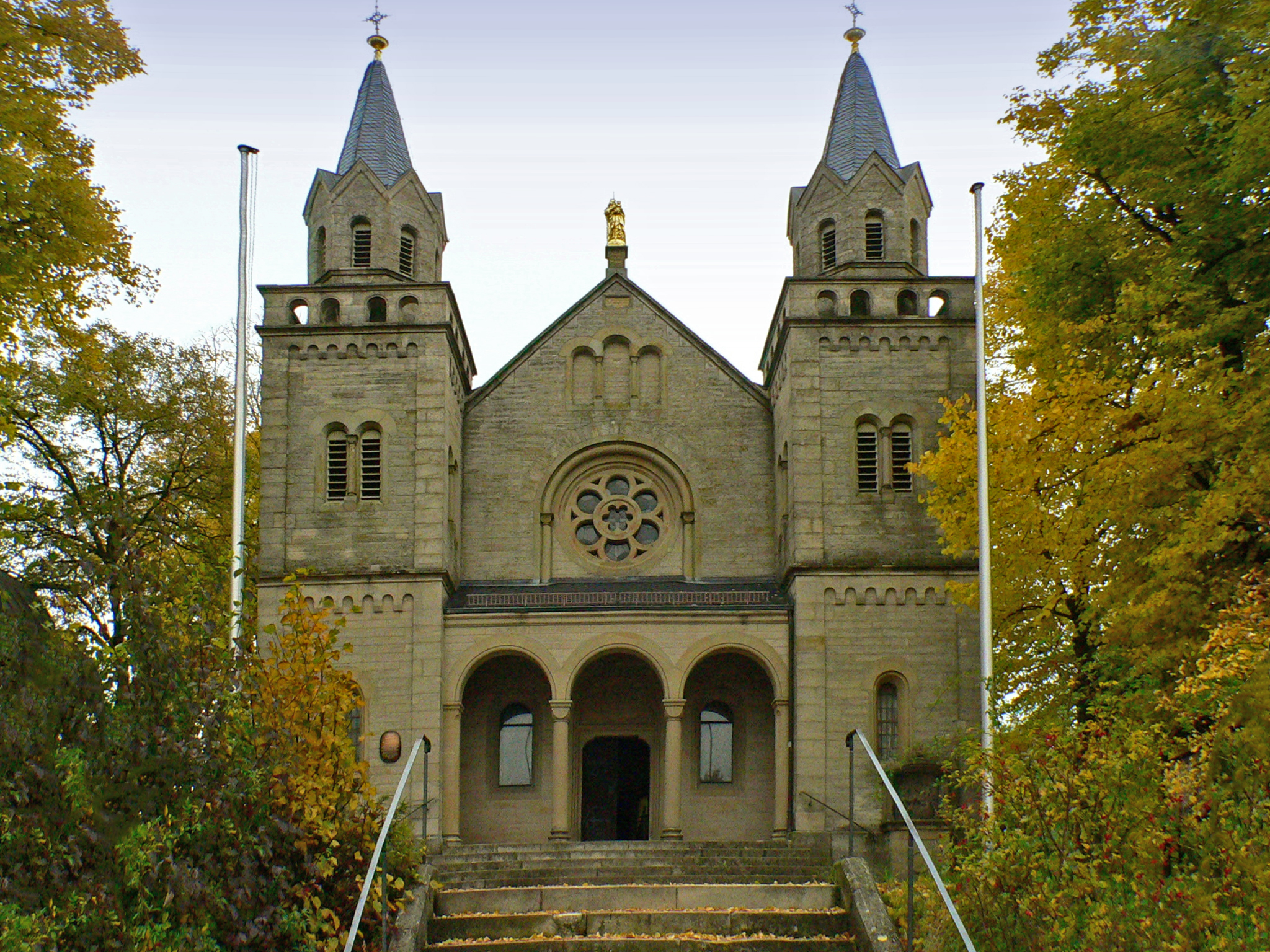
Zeiler Käppele
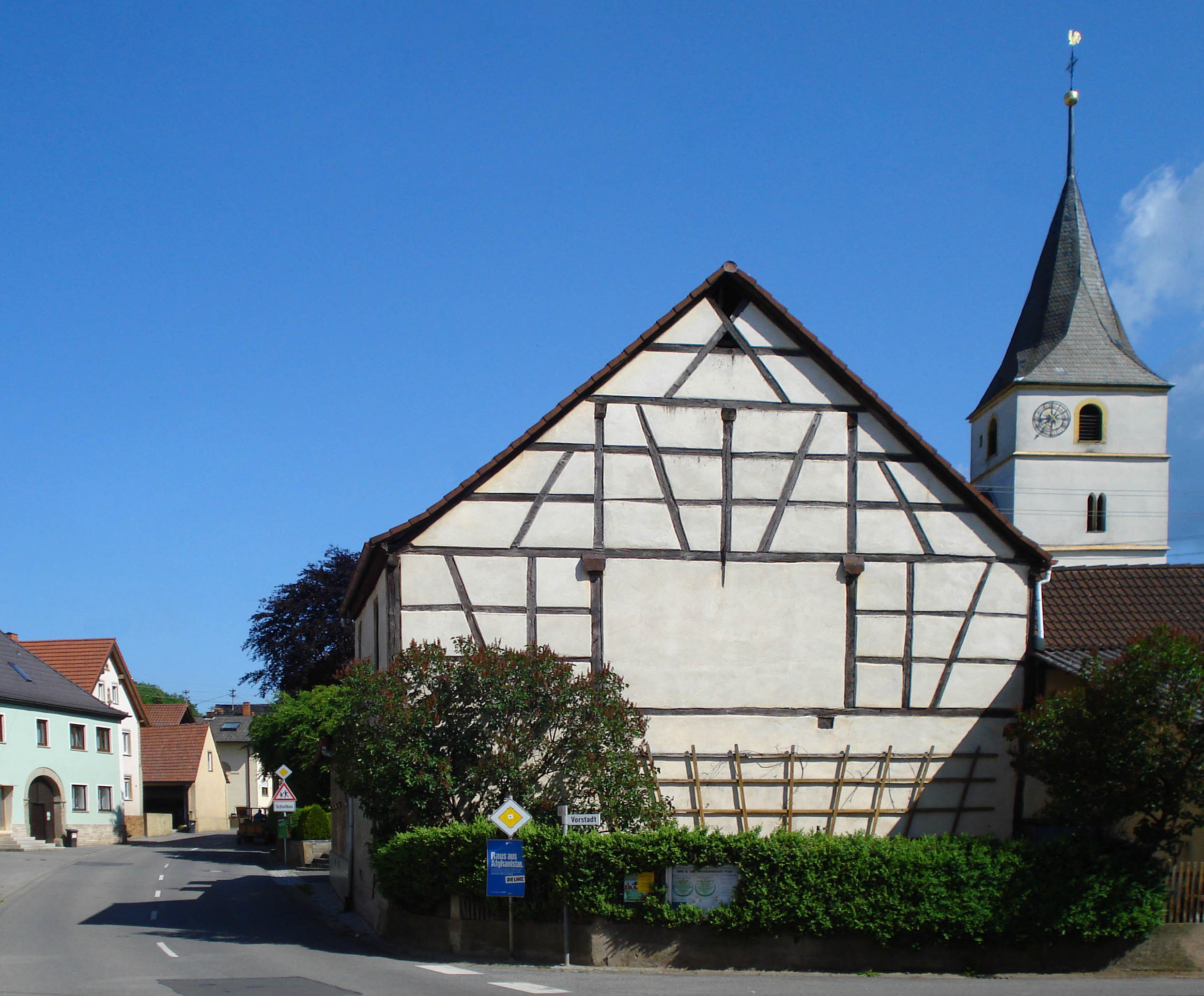
St. Peter und Paul
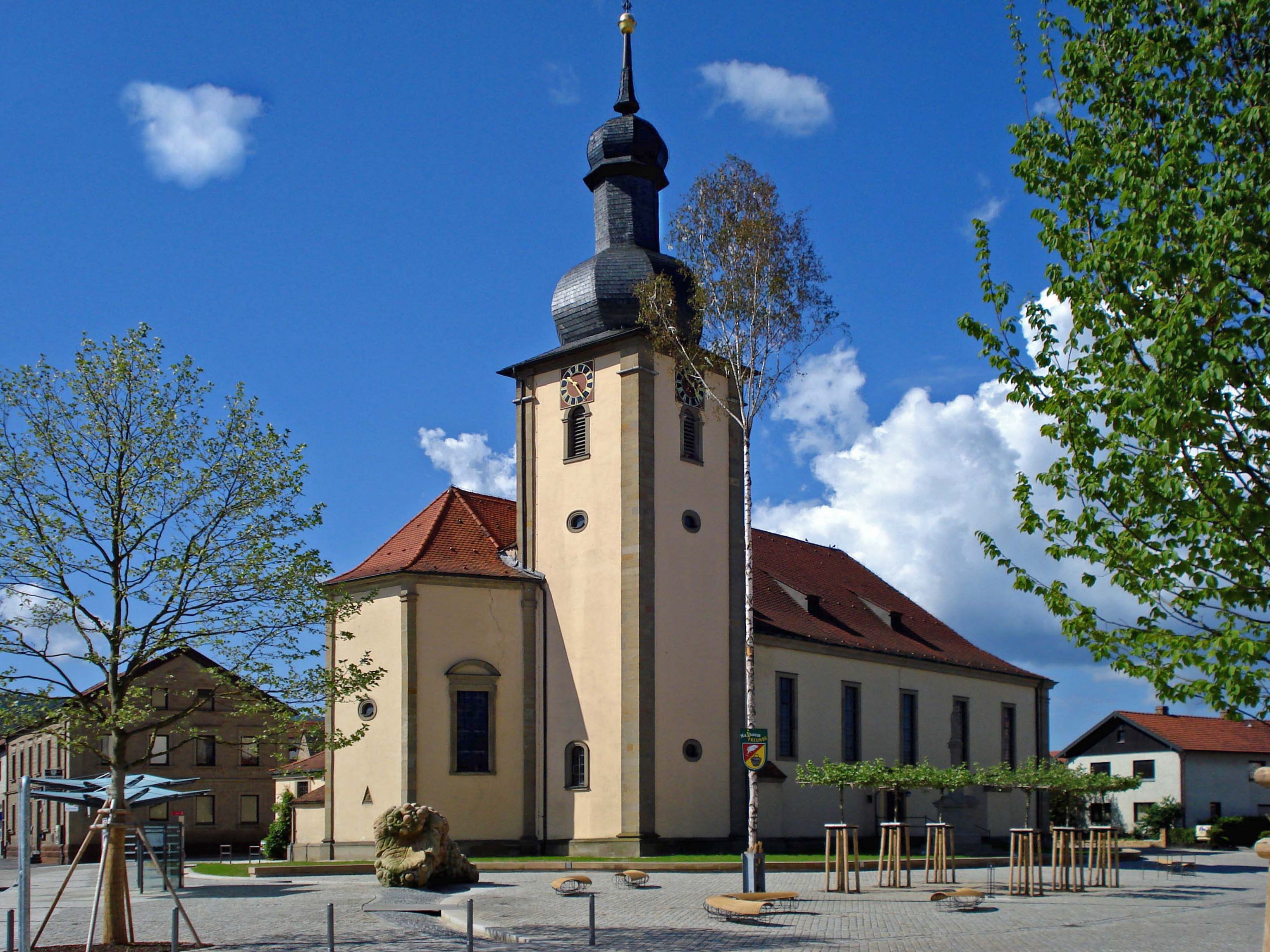
St. Nikolaus

#### Pfarreiengemeinschaft Maintal – Heilige Länder (Kirchlauter)
- Pfarrei Mariä Himmelfahrt (Kirchlauter) mit St. Matthäus (Breitbrunn), St. Ägidius (Lußberg), St. Andreas und St. Katharina (Neubrunn (Kirchlauter))
- Pfarrei St. Maria Magdalena (Ebelsbach) mit St. Jakobus der Ältere (Schönbach (Ebelsbach))
- Kuratie St. Wendelin (Steinbach (Ebelsbach))
- Pfarrei Mariä Himmelfahrt (Stettfeld)

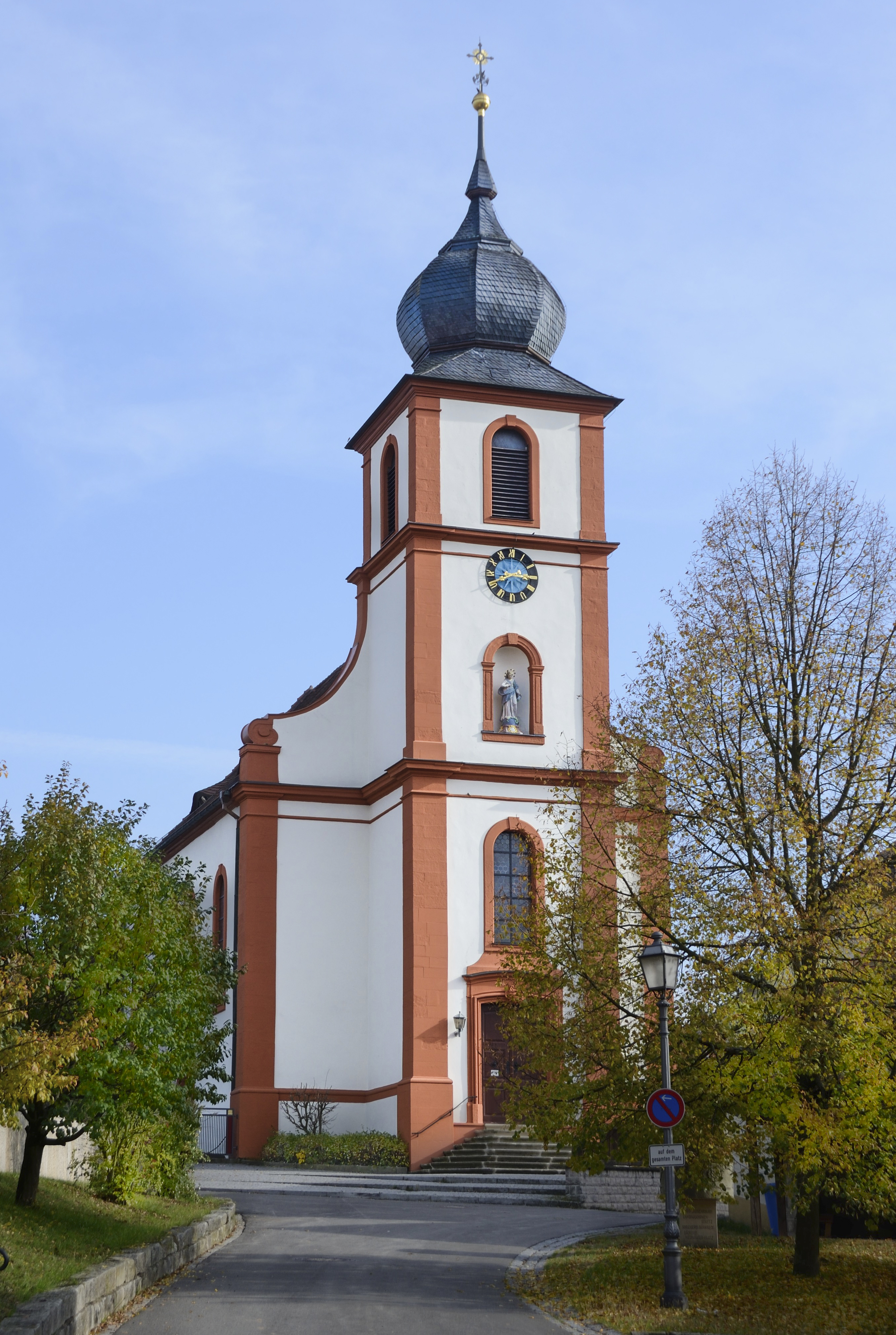
Mariä Himmelfahrt
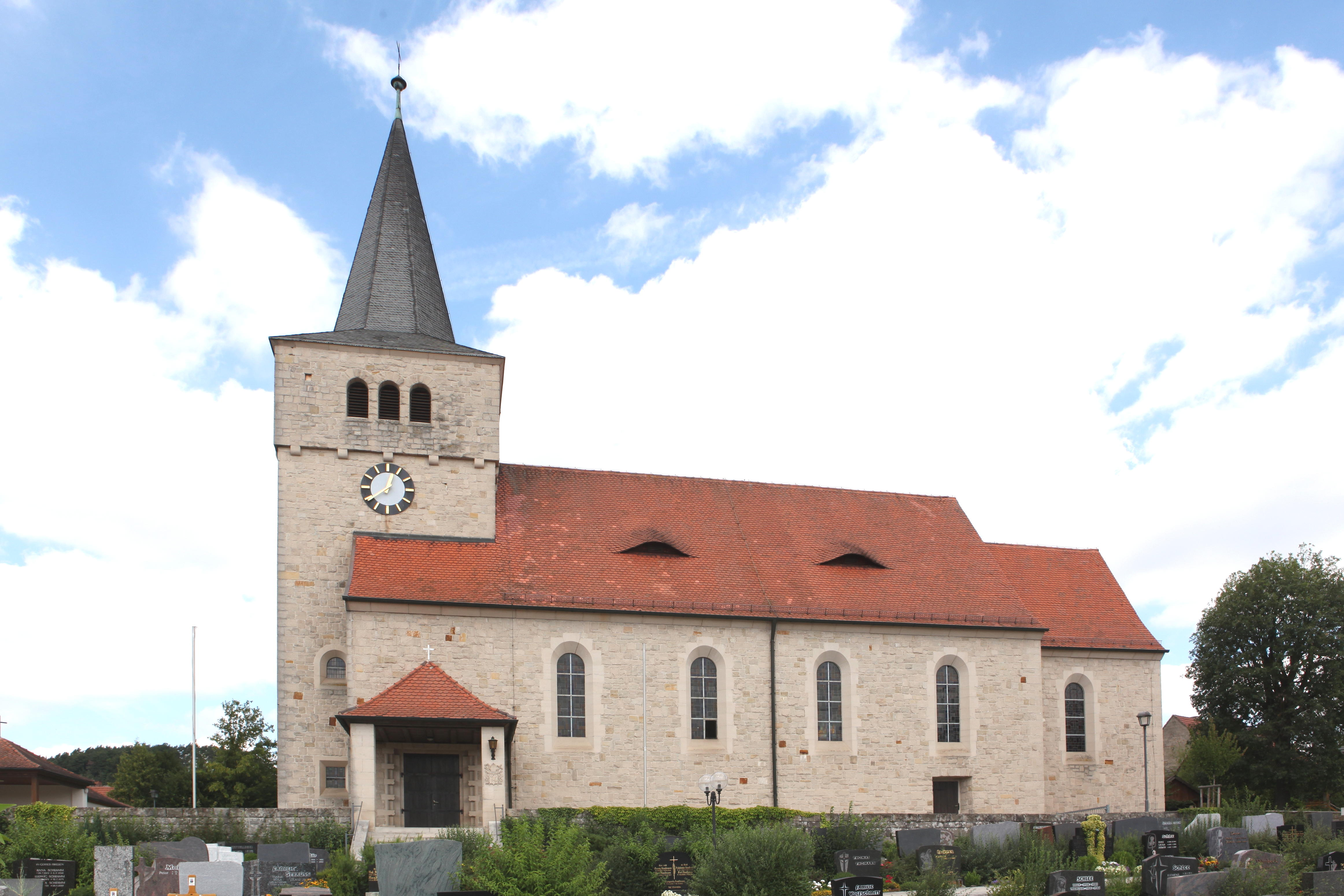
St. Matthäus
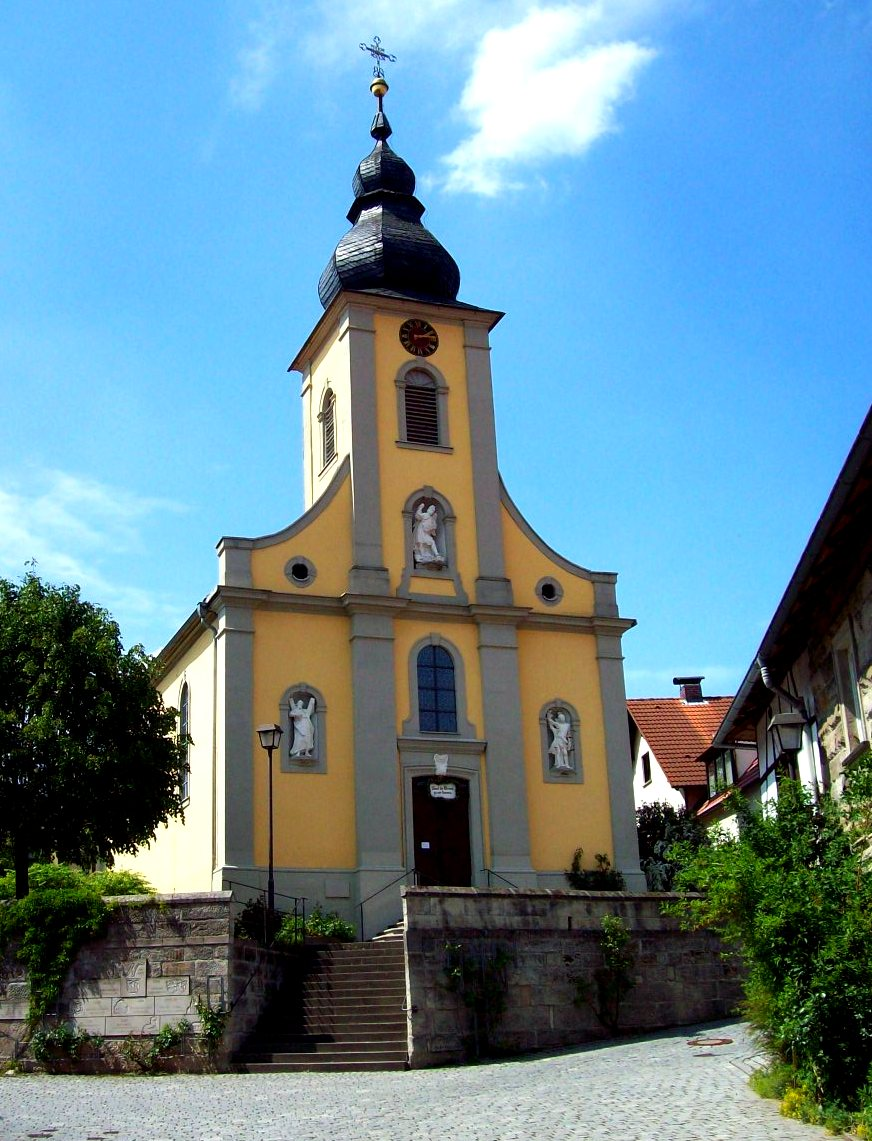
St. Andreas und St. Katharina
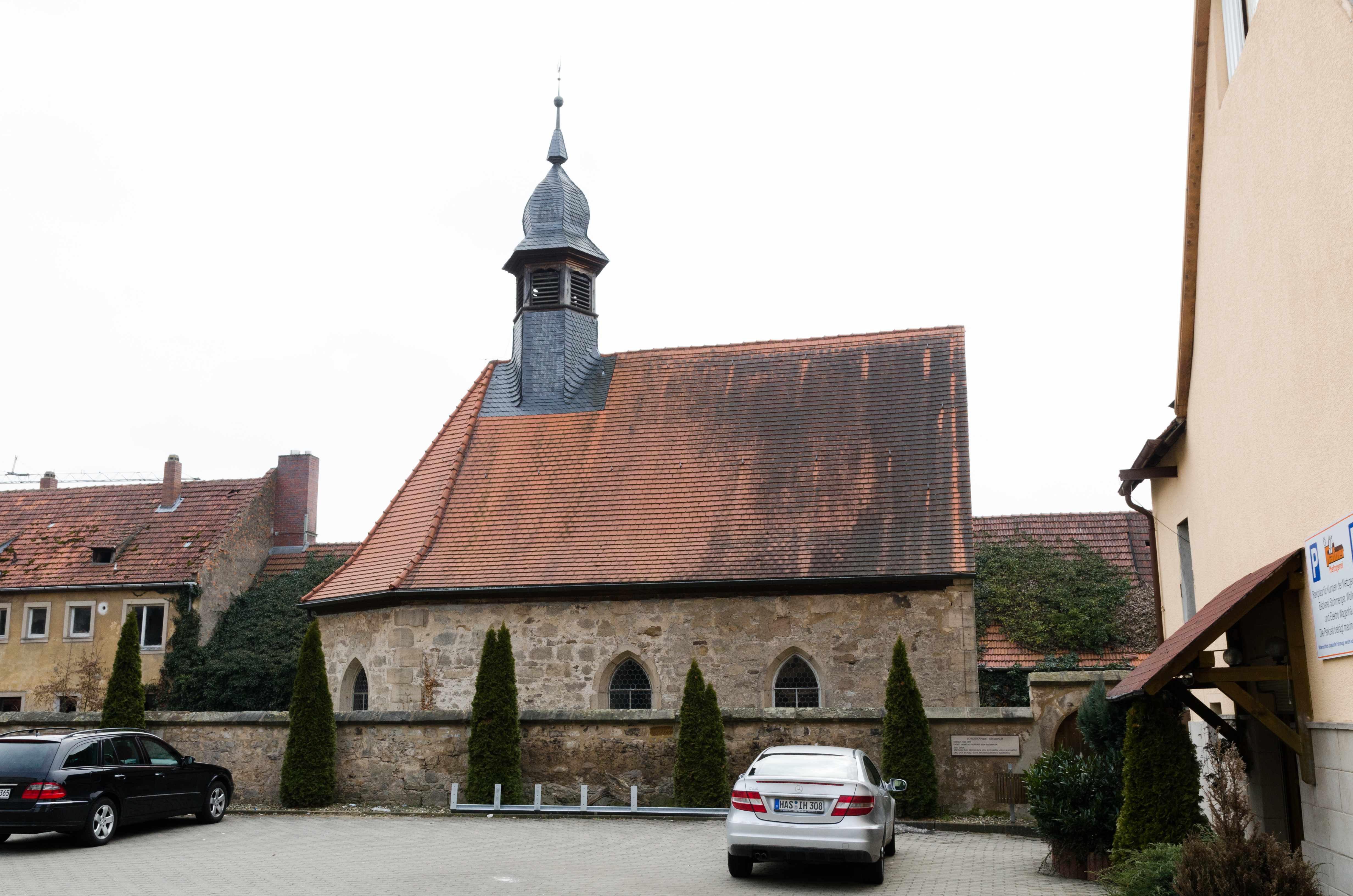
St. Maria Magdalena
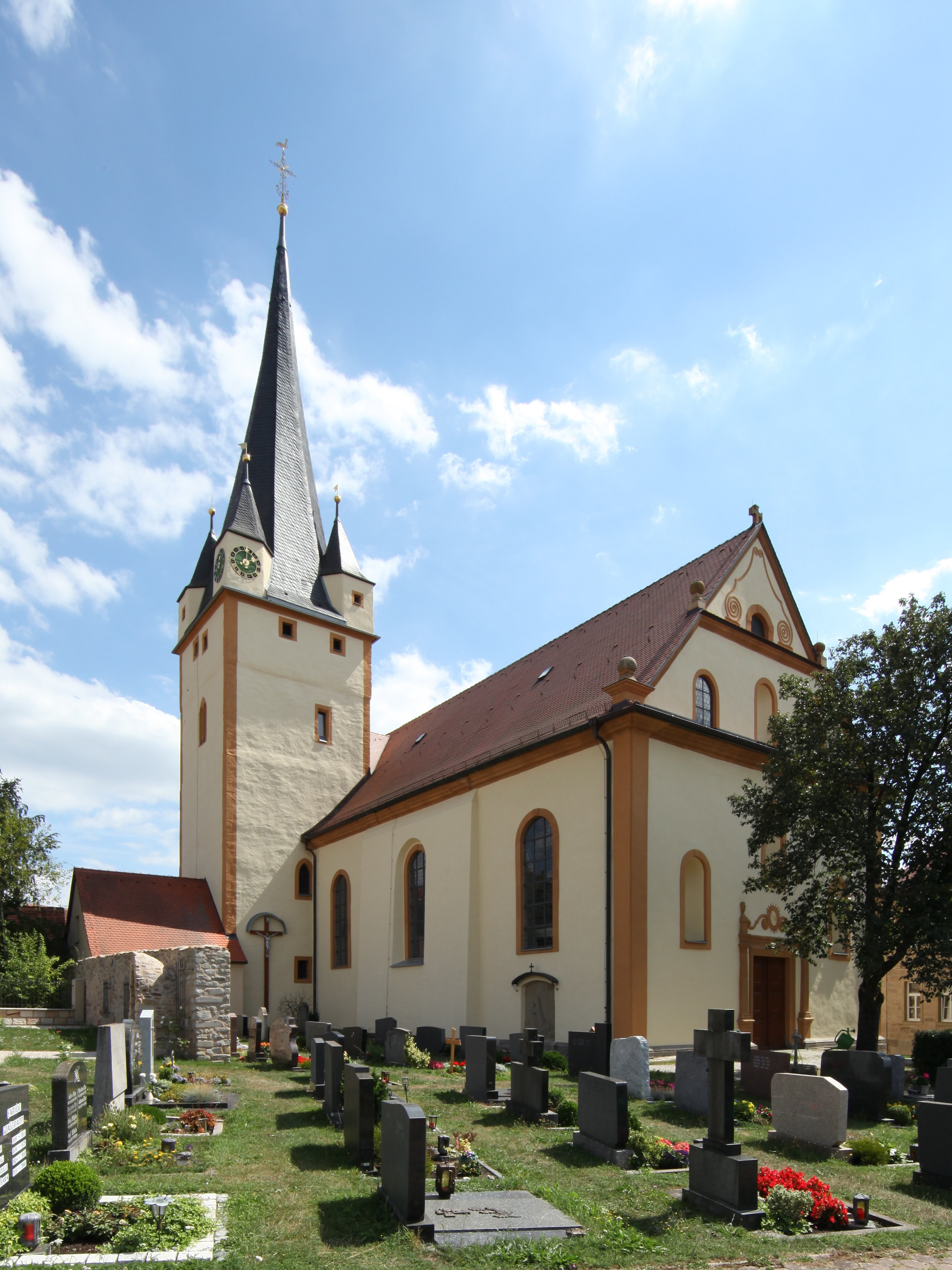
Mariä Himmelfahrt, Stettfeld

#### Pfarreiengemeinschaft Main – Steigerwald (Eltmann)
- Pfarrei St. Michael und St. Johannes der Täufer (Eltmann) mit Heiligkreuz (Dippach am Main)
- Pfarrei Mariä Heimsuchung (Limbach (Eltmann)) (Wallfahrtskirche Maria Limbach)
- Pfarrei St. Laurentius (Oberschleichach) mit St. Michael (Fatschenbrunn)
- Kuratie St. Jakobus der Ältere (Trossenfurt)

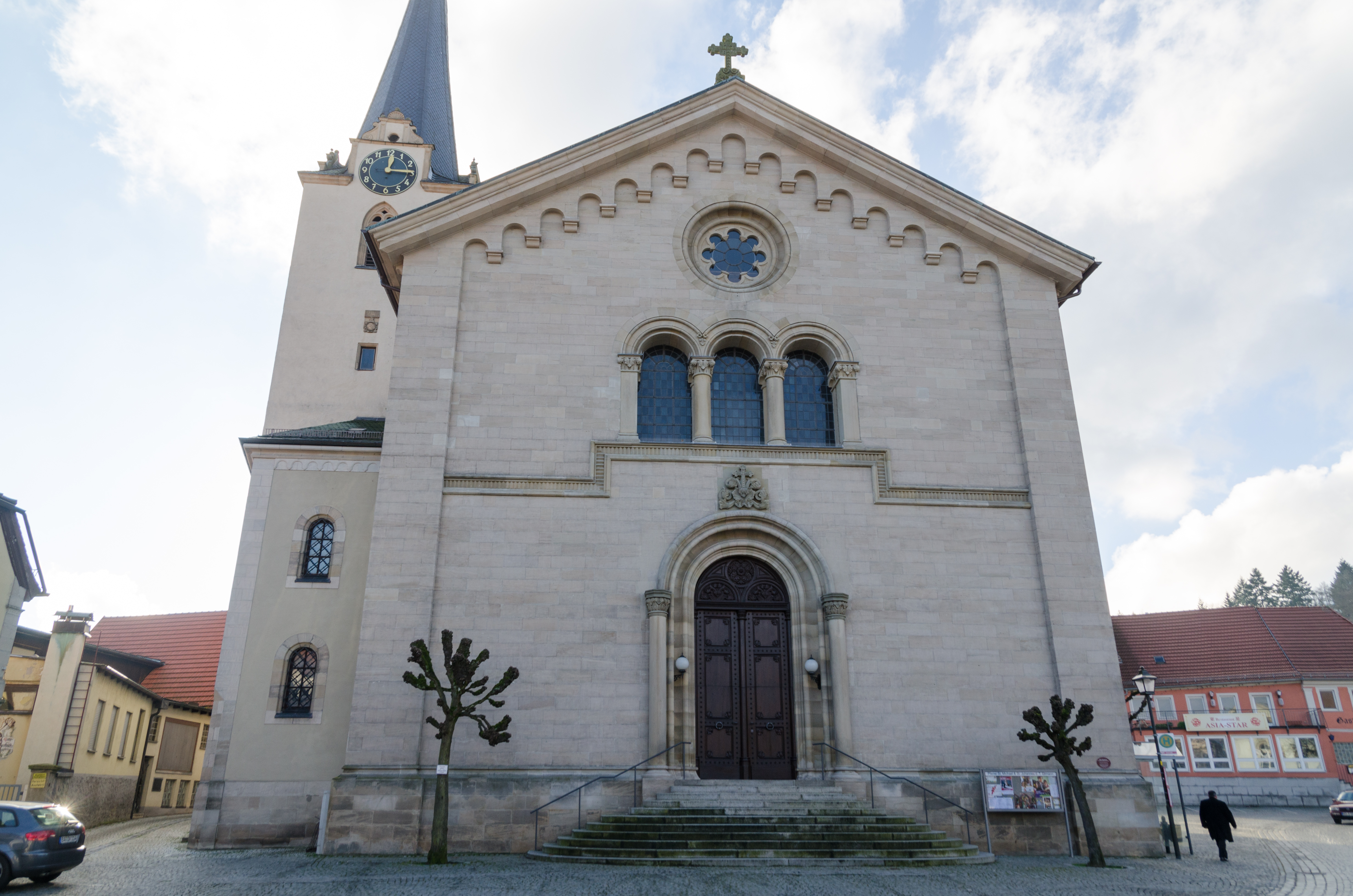
St. Michael und St. Johannes der Täufer
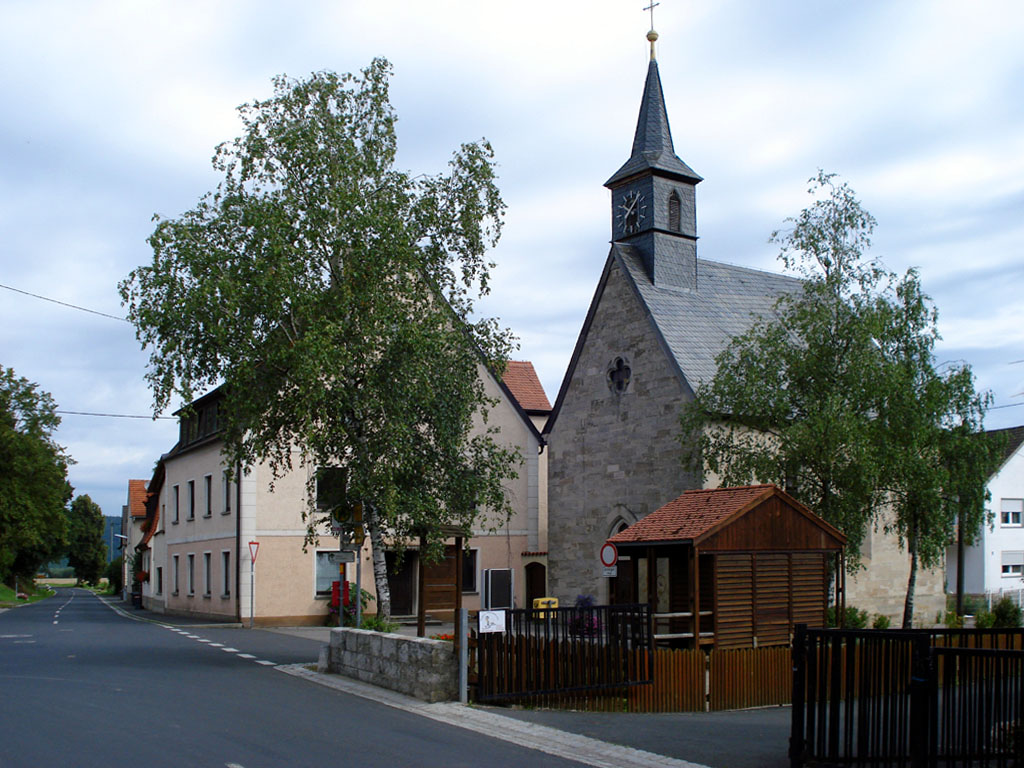
Heiligkreuz (Kreuzauffindung)
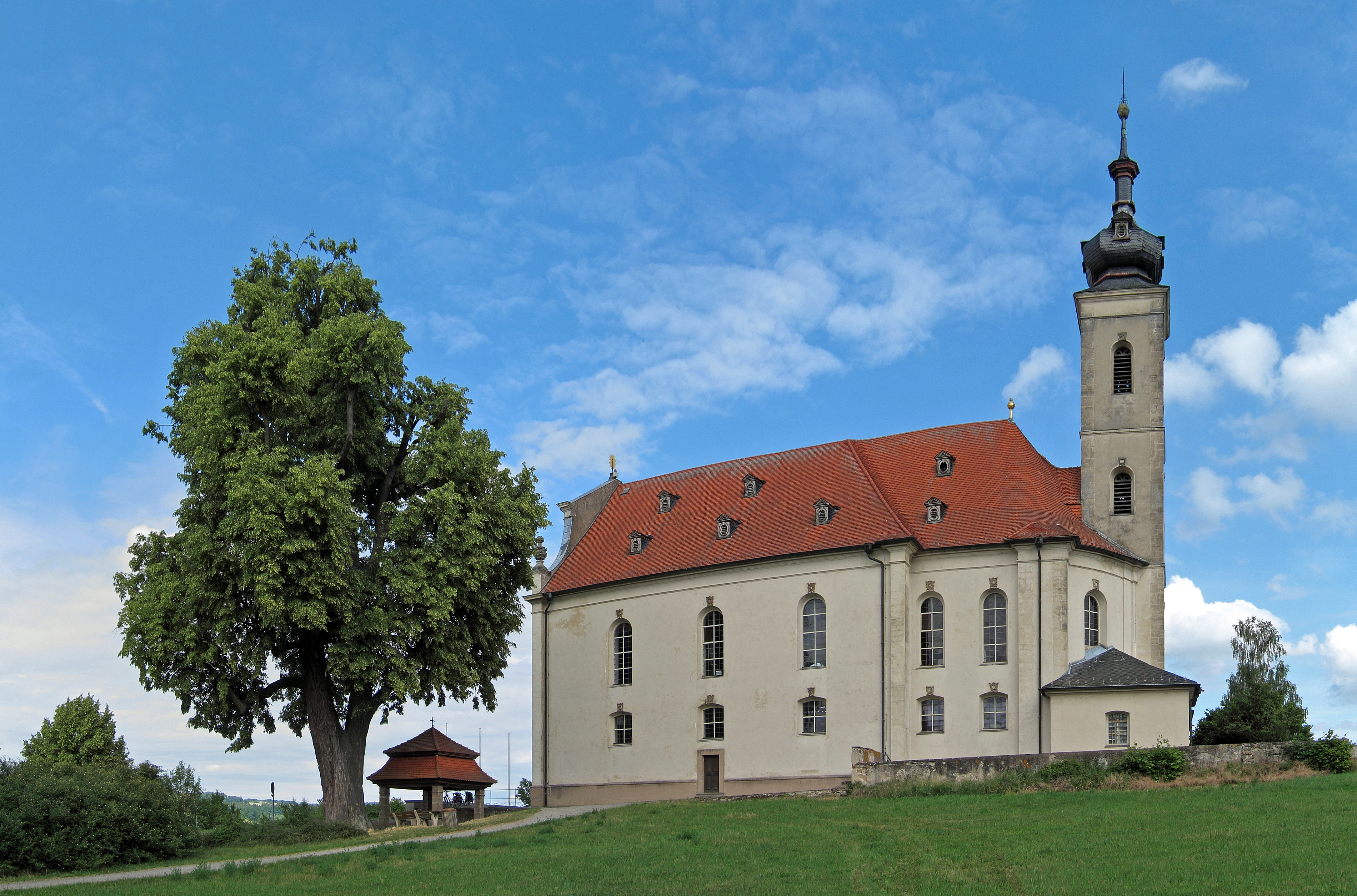
Wallfahrtskirche Maria Limbach

#### Pfarreiengemeinschaft Heilig Geist (Rauhenebrach)
- Pfarrei St. Vitus (Untersteinbach) mit St. Anna (Karbach (Rauhenebrach))
- Pfarrei St. Kilian und Gefährten (Fabrikschleichach)
- Kuratie St. Martin (Geusfeld) mit St. Kilian (Wustviel)
- Pfarrei St. Sebastian (Prölsdorf) mit Allerheiligen (Fürnbach)
- Pfarrei St. Barbara und St. Laurentius (Theinheim) mit St. Bartholomäus und St. Wendelin (Falsbrunn), Mariä Geburt (Koppenwind)

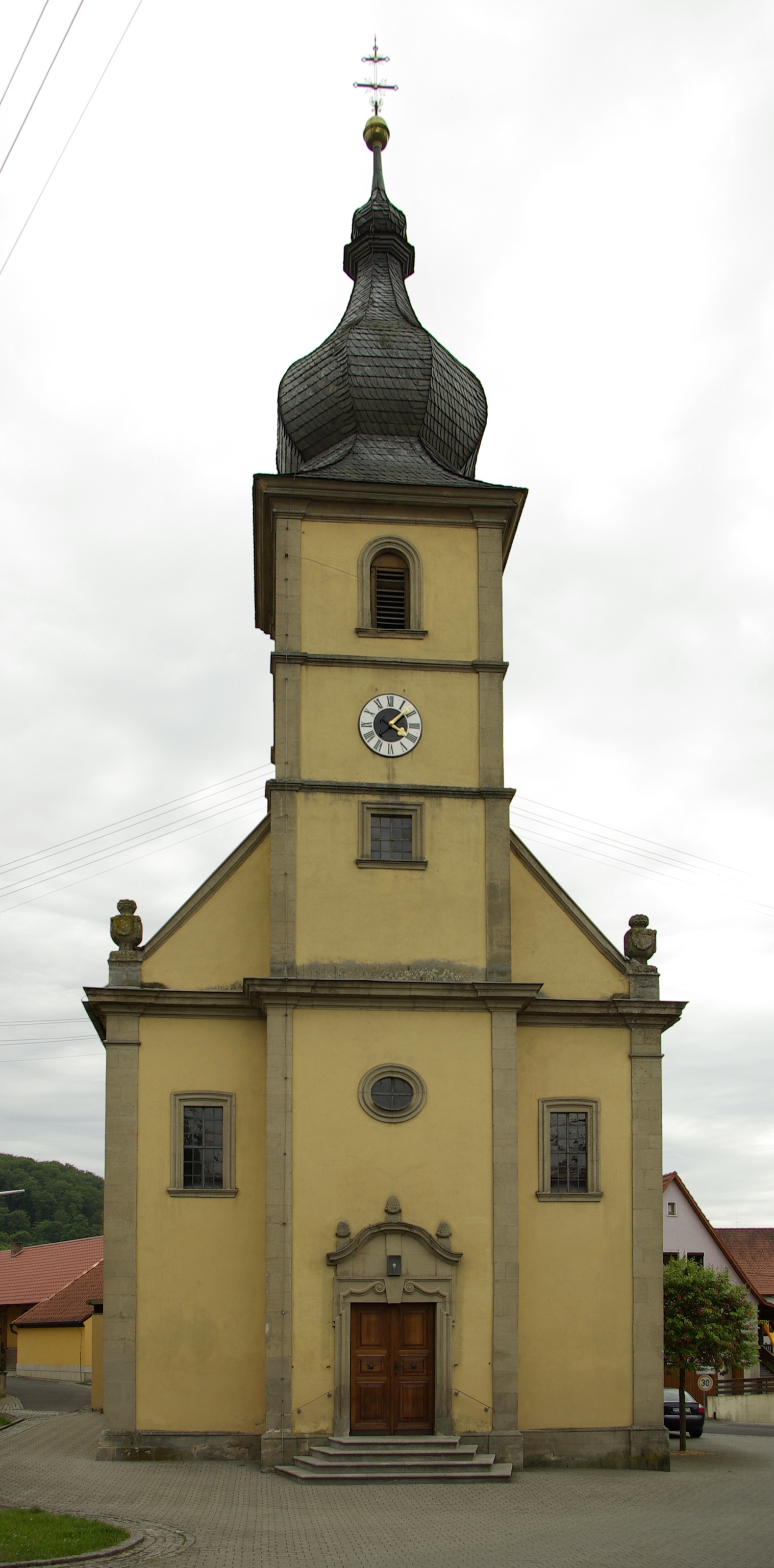
St. Martin